# 번뇌
번뇌(煩惱, 산스크리트어: क्लेश kleśa, kleshas, 팔리어: kilesa，티베트어: nyon mongs pa)란 마음의 여러 작용 중 그 성질이 부적정(不寂靜)한 것들을 말한다. 즉,  적정(寂靜) 즉 열반 즉 출세간 즉 참된 행복과는 계합할 수 없는 유루의 마음작용들을 뜻하는데, 보다 구체적으로는,  탐욕 · 분노 · 무지와 같은 부조화로운 마음작용들 즉 유익하지 않은 마음작용들을 말한다.
부적정(不寂靜) 즉 고요하지 않음이란 비유하자면 거울 위에 나있는 실금이고 호수 표면에 이는 파도이며 호수에 낀 먼지이다. 거울(대원경 즉 마음)에 실금이 있으면 삼라만상(진여)이 제대로 거울에 비추이지 않고, 호수 표면에 파도가 있으면 달빛이 호수 표면에서 뚜렷하지 않으며, 호수에 먼지가 끼어 있으면 햇빛이 바닥까지 밝게 내려가지 못한다. 삼라만상이 제대로 거울에 비추이지 않으면 제법실상을 알지 못해 세상에 걸려 넘어져 유전하고, 달빛이 호수 표면에서 뚜렷하지 않으면 현상의 파도를 진리로 알아 파도에 따라 부침하며, 햇빛이 바닥까지 밝게 내려가지 못하면 진리를 얼굴과 얼굴을 맞대고 보는 것이 아니라 두껍고 불투명한 유리를 통해 보는 것이어서 의혹이 그림자처럼 따라다닌다.
번뇌의 본질적인 작용은 번뇌가 일어나게 되면, 그 번뇌를 대치(對治)하지 않는 한, 그 자체의 본질적인 성질에 근거하여 그 번뇌가 일으키는 부적정한 영향력[行] 즉 부적정한 업이 몸과 마음에 상속되어 전전(展轉)하게 하는 것이다. 달리 말해, 필연적으로, 번뇌로 인해 업이, 특히 악업이 발생하고, 업으로 인해 괴로운 상태[苦]에 처하게 된다. 즉, 악업 종자가 발생하거나 강화되고 이로 인해 괴로운 상태의 이숙과를 받게 된다. 불교에서는 이와 같이 번뇌[惑]가 일어나 몸과 말과 마음으로 악한 행위[身口意三業]를 일으키게 되면 이로써 3계 6도의 생사윤회에 묶이게 되고 고통[苦]의 과보를 받게 된다고 말하는데, 이것을 전통적인 용어로 혹업고(惑業苦)의 3도(三道)라고 한다.
그리고 12연기의 유전연기(流轉緣起)는 무명으로 대표되는 번뇌[惑]에서 업으로, 업에서 고로 이어지는 혹업고의 연기관계와 윤회를 보다 자세히 밝힌 것이다.
따라서 불교에서는 이런 고통의 생사윤회[苦]의 원인이 되는 번뇌[集]를 반야 즉 무루의 지혜로 끊어 안온한 적정(寂靜)의 상태[滅]인 해탈 또는 열반에 이르는 것을 수행[道]의 1차적인 목적으로 삼는다. 그리고 이것이 곧 불교의 근본적인 가르침 또는 진리인 고집멸도의 4성제(四聖諦)이고 제법실상을 아는 상태이다.

## 어원
번뇌(煩惱)는 그 어원을 통해 살펴본다면, 산스크리트어 kleśa 또는 팔리어 kilesa를 번역한 말이다. 따라서 이를 음역하여 번뇌를 길례사(吉隸舍)라고도 표현한다. 산스크리트어 kleśa는 '괴롭히다'라는 뜻의 동사 kliś에서 파생되었다. 팔리어 kilesa는 '물들이다, 더럽히다'라는 뜻의 동사 kilissati에서 파생된 것으로, 괴롭힘의 뜻 보다는 염오(染污)의 뜻이 강하다.
부파불교 설일체유부의 논서인 《입아비달마론》 제1권에서는 "몸과 마음의 상속[身心相續: 5온의 상속]을 번란(煩亂: 번거롭게 어지럽힘)시키고 핍뇌(逼惱: 괴롭혀 고뇌케 함)하기 때문에 번뇌(煩惱)라고 이름한다"고 진술하고 있다.
혜원(523~592)은 《대승의장》 제5권에서 번뇌(煩惱)는 노란(勞亂) 즉 고단하게 하고 어지럽히는 뜻이라고 말하고 있다.
원효(617~686)는 《이장의》에서 번뇌장(煩惱障)에 대해 설명하면서 "번뇌장은 탐(貪) · 진(瞋) 등의 혹(惑)으로, [몸과 마음을] 번로(煩勞: 번거롭고 힘들게 함)하게 함을 그 본질적 성질로 한다"고 말하고 있다. 또한 이 진술에 이어서, "[이들 혹(惑)들이] 마땅한 때에 일어나 현행하여 몸과 마음을 번란(煩亂: 번거롭게 어지럽힘)시키기 때문에 번뇌라고 이름한다"고 말하고 있다.

## 성질과 작용
탐(貪) · 진(瞋) · 치(癡) · 견(見) · 질(嫉) · 간(慳) 등의 번뇌는 그 각자의 개별적인 본질적인 성질[自性]과 작용을 가진다. 한편, 이들은 또한 번뇌 일반으로서의 공통적인 성질과 작용[共相]도 가지는데, 대승불교의 논서인 《유가사지론》 제8권, 《대승아비달마집론》 제4권, 《대승아비달마잡집론》 제6권에 따르면, 모든 번뇌의 공통적인 성질 즉 번뇌 일반의 본질적인 성질은 부적정(不寂靜), 즉, 고요하지 않음이다. 그리고 이들 논서에 따르면 번뇌 일반의 본질적인 작용은 부적정한 영향력[行] 즉 부적정한 업이 몸과 마음에 상속하여 전전(展轉)하게 하는 것이다. 보다 정확히 표현하자면, '몸과 마음의 상속'[身心相續] 시에 즉 5온의 상속 시에 부적정이 인과의 법칙에 따라 여러 가지 양태로 전개되어 함께 같이 가는 것이다.
 煩惱自性者。謂若法生時其相自然不寂靜起。由彼起故。不寂靜行相續而轉。是名略說煩惱自性。

 — 한문본: 미륵 조, 현장 한역 (T.1579), 《유가사지론》 제8권. p. T30n1579_p0313a27 - T30n1579_p0313a29.
번뇌(煩惱)의 자성(自性)이란 말하자면, 만약 법(法)이 생겨날 때 그 상(相)은 자연스러우면서도 적정(寂靜)하지 않게 일어나며 그것이 일어나기 때문에 적정하지 않은 작용[行]이 상속(相續)하며 구른다. 이를 간략하게 말하여 번뇌(煩惱)의 자성(自性)이라고 한다.
 — 한글본: 미륵 지음, 현장 한역, 강명희 번역 (K.614, T.1579), 《유가사지론》 제8권. p. 213 / 829.
 何等相故。謂若法生時相不寂靜。由此生故身心相續不寂靜轉。是煩惱相。

 — 한문본: 무착 조, 현장 한역 (T.1605), 《대승아비달마집론》 제4권. p. T31n1605_p0676b03 - T31n1605_p0676b04.
어떠한 것이 상(相: 본질적인 성질 또는 작용)입니까? 만약 어떤 법이 생겨나는 때에 그 법의 상(相)이 부적정(不寂靜)이라면, 그 법이 생겨난 것에 연유하여 심신상속(身心相續)에 부적정이 전전[轉]하는 것이 번뇌상(煩惱相: 번뇌의 본질적인 성질 또는 작용)이다.
 — 한글본: 무착 지음, 현장 한역, 편집자 번역 (K.572, T.1605),《대승아비달마집론》 제4권. p. 74 / 159.
 相者。若法生時相。不寂靜由此生故身心相續。不寂靜轉是煩惱相。不寂靜性是諸煩惱共相。此復有六。謂散亂不寂靜性。顛倒不寂靜性。掉舉不寂靜性。惛沈不寂靜性。放逸不寂靜性。無恥不寂靜性。

 — 한문본: 안혜 조, 현장 한역 (T.1606), 《대승아비달마잡집론》 제6권. p. T31n1606_p0722c19 - T31n1606_p0722c23.
무엇이 모양에 기인하기 때문이라는 것입니까?

만약 법이 생겨날 때 그 모양이 적정(寂靜)하지 못하다면, 이같이 생겨나는 것에 연유해서 마음과 신체가 그 적정하지 못함을 상속해 적정하지 못하게 전변하는 것이 ‘번뇌의 모양’이다. 따라서 적정하지 못한 성품이 여러 번뇌의 공통적인 모양이다.

[釋] 이것은 다시 여섯 가지가 있으니, 산란부적정성(散亂不寂靜性)이고, 전도부적정성(顚倒不寂靜性)이고, 도거부적정성(掉擧不寂靜性)이고, 혼침부적정성(惛沈不寂靜性)이고, 방일부적정성(放逸不寂靜性)이고, 무치부적정성(無恥不寂靜性)이다.
 — 한글본: 안혜 지음, 현장 한역, 이한정 번역, (K.576, T.1605), 《대승아비달마잡집론》 제6권. p. 147 / 388.
부파불교 설일체유부의 논사인 세우는 《아비달마품류족론》 제3권에서 번뇌, 특히 근본번뇌(즉, 수면)의 본질적인 성질로 미세(微細) · 수증(隨增) · 수축(隨逐) · 수박(隨縛)의 4가지를 말하고 있다:
1. 미세(微細): 번뇌가  현행할 때 그 행상(行相)을 알기 어렵다
2. 수증(隨增): 번뇌는 허물을 더욱 더하게 한다.
3. 수축(隨逐): 번뇌는 유정을 뒤 쫓아다닌다.
4. 수박(隨縛): 번뇌는 유정을 따라다니면서 속박한다.

부파불교 설일체유부의 논사인 세친은 《아비달마구사론》 제20권에서, 《아비달마품류족론》보다 더 자세히,  번뇌, 특히 근본번뇌(즉, 수면)의 본질적인 성질로 미세(微細) · 2수증(二隨增) · 수축(隨逐: 따라 다님) · 수박(隨縛) · 주(住: 머묾) · 유(流: 유전) · 표(漂: 표류) · 합(合: 화합) · 집(執: 집취)의 9가지를 말하고 있다:
1. 미세(微細): 번뇌가 현행할 때 그 행상(行相)을 알기 어렵다.
2. 2수증(二隨增): 번뇌는 능히 그것의 소연과 상응법과 뒤엉켜 증장한다.
3. 수축(隨逐: 따라 다님): 번뇌는 능히 유정으로 하여금 해당 수면의 득(得)을 일으키게 한다.
4. 수박(隨縛): 가행(加行) 즉 노력[劬勞]을 기울이지 않으면 번뇌는 능히 스스로를 생겨나게 한다.
5. 주(住: 머묾): 번뇌는 유정을 생사윤회에 체류시켜 오래 머물게 한다.
6. 유(流: 유전): 번뇌는 유정이 생사윤회하는 동안 유정천(有頂天)으로부터 무간지옥에 이르기까지 유전(流轉)시킨다
7. 표(漂: 표류): 번뇌는 유정으로부터 선품(善品)을 극심히 빼앗아 유실되게 한다.
8. 합(合: 화합): 번뇌는 유정을 3계(三界) · 5취(五趣) · 4생(四生)과 화합(和合)시킨다.
9. 집(執: 집취): 번뇌는 유정으로 하여금  5욕의 경계 등에 집착하게 하는 발동근거가 된다.

한편, 대승불교 유식유가행파의 논사인 무착은  《현양성교론》 제1권에서 번뇌의 공통적인 작용에 대해 간결히 부적정의 전전[不寂靜轉]이라 말하지 않고, 다음과 같은 5가지로 기술하고 있다:
1. 상대되는 선(善)을 장애한다. 예를 들어 탐(貪)은 무탐(無貪)을 장애한다.
2. 보리(菩提)의 증득을 위한 자량(資糧: 자재와 식량, 즉 선근과 공덕)이 원만해지는 것을 장애한다.
3. 자신과 남에게 손해를 입힌다[損害自他].
4. 악도(惡道)에 떨어지게[趣] 한다.
5. 해당 번뇌 자체를 증장시킨다. 예를 들어 탐(貪)은 탐(貪)을 증장시킨다.

부파불교 설일체유부의 논사인 세친은 《아비달마구사론》 제19권에서 번뇌, 특히 근본번뇌(즉, 수면)의 작용을 보다 자세히 열거하고 있는데, 다음의 10가지이다:
1. 견근본(堅根本): 근본(根本)을 견고하게 한다. 즉, 번뇌의 득, 즉 번뇌의 획득과 성취를 견고하게 한다.
2. 입상속(立相續): 번뇌의 상속을 일으킨다.
3. 치자전(治自田): 소의신[自田]을 번뇌를 일으키기에 적합한 상태로 만든다.
4. 인등류(引等流): 등류(等流)인 수번뇌(隨煩惱)를 끌어오고 일으킨다.
5. 발업유(發業有): 업유(業有)를 일으킨다. 즉 후유(後有)를 초래하는 업을 일으킨다.
6. 섭자구(攝自具): 자구(自具: 스스로의 원인)를 포섭한다. 즉 근본번뇌 자신의 자량이 되는 비리작의(非理作意) 즉 참답지 못한 사유를 포섭한다.
7. 미소연(迷所緣): 바른 지혜[正慧]를 손상시켜 소연에 대해 미혹하게 한다.
8. 도식류(導識流): 식(識)의 흐름을 인도한다. 즉, 후유의 소연에 대해 능히 속생(續生)의 식을 일으키며 온갖 소연에 대해 염오식을 낳는다.
9. 월선품(越善品): 선(善)을 어기게 한다.
10. 광박의(廣縛義): 널리 속박하여 자계(自界)와 자지(自地), 즉 유정 각자의 현재의 계(界)와 지(地)를 초월하지 못하게 한다.

대승불교 법상종의 논서 《성유식론》 제8권에서는 번뇌의 작용을 발업(發業)과 윤생(潤生)이라고 말하고 있다:
 復次生死相續由惑業苦。發業潤生煩惱名惑。能感後有諸業名業。業所引生眾苦名苦。

 — 한문본: 호법 등 지음, 현장 한역 (T.1585), 《성유식론》 제6권. p. T31n1585_p0043b19 - T31n1585_p0043b21.
또한 태어나고 죽는 일이 상속하는 것은 미혹 · 업 · 괴로움에 의거한다. 업을 일으키고 윤회의 삶을 촉진하는 번뇌를 ‘미혹[惑]’이라고 이름한다. 능히 미래세의 삶[後有]을 초감하는 모든 업을 ‘업’이라고 이름한다. 업에 이끌려 생겨난 갖가지 고통을 ‘괴로움’이라고 이름한다.
 — 한글본: 호법 등 지음, 현장 한역, 김묘주 번역 (K.614, T.1585), 《성유식론》 제6권. p. 431 / 583.
이상을 요약한다면, 번뇌는 진리를 알지 못하게 하고 나아가 뒤집어진 앎을 진리라고 주장하는 전도된 상태를 일으켜서 현재의 삶과 미래의 삶에서 자신과 타인을 고통스럽게 하는 원인이다. 번뇌에 대하여, 진리는 앎의 빛을 일으켜서 번뇌의 어둠을 제거하여 현재의 삶과 미래의 삶에서 자신과 타인을 자유롭게 하는 원인이다.

## 다른 이름

### 경론의 목록
번뇌는 그 작용, 특성, 구체적인 내용들에 따라 여러 가지 다른 이름을 가진다. 즉, 번뇌의 특정 측면을 부각시켜 말하는 번뇌의 동의어가 여러 존재한다. 전통적인 용어로, 번뇌의 다른 이름을 번뇌차별(煩惱差別) 또는 번뇌의 차별이라 한다.
대승불교의 유식유가행파의 논서 《유가사지론》 제8권에서는 번뇌의 다른 이름으로 26가지를 들고 있다.
 煩惱差別者。多種差別應知。謂結。縛。隨眠。隨煩惱。纏。暴流。軛。取。繫。蓋。株杌。垢。常害。箭。所有。根。惡行。漏。匱。燒。惱。有諍。火。熾然。稠林。拘礙。如是等類煩惱差別當知。

 — 한문본: 미륵 조, 현장 한역, T.1579, 《유가사지론》 제8권. p. T30n1579_p0314b20 - T30n1579_p0314b23.
번뇌(煩惱)의 차별(差別)이란 여러 가지 차별(差別)이 있는 줄 알아야만 한다. 말하자면 결(結) 박(縛) 수면(隨眠) 수번뇌(隨煩惱) 전(纏) 폭류(暴流) 액(軛) 취(取) 계(繫) 개(蓋) 주올(株杌) 구(垢) 상해(常害) 전(箭) 소유(所有) 근(根) 악행(惡行) 루(漏) 궤(匱) 소(燒) 뇌(惱) 유쟁(有諍) 화(火) 치연(熾然) 조림(稠林) 구애(拘礙)이다. 위와 같은 등의 종류가 번뇌의 차별(差別)인 줄 알아야 한다.
 — 한글본: 미륵 지음, 현장 한역, 강명희 번역, K.614, T.1579,《유가사지론》 제8권. pp. 220-221 / 829.
대승불교의 유식유가행파의 논서 《대승아비달마집론》 제4권과 《대승아비달마잡집론》 제6권에서는 번뇌의 다른 이름으로 24가지를 들고 있다.
 何等差別故。謂諸煩惱依種種義立種種門差別。所謂結縛隨眠隨煩惱纏暴流軛取繫蓋株杌垢燒害箭所有惡行漏匱熱惱諍熾然稠林拘礙等。

 — 한문본: 무착 조, 현장 한역, T.1605, 《대승아비달마집론》 제4권. p. T31n1605_p0676b24 - T31n1605_p0676b27.
어떠한 것이 차별에 기인하기 때문입니까? 여러 번뇌가 온갖 이치에 의지하여 갖가지 문(門)의 차별을 세우는 것으로, 소위 결(結)ㆍ박(縛)ㆍ수면(隨眠)ㆍ수번뇌(隨煩惱)ㆍ전(纏)ㆍ폭류(瀑流)ㆍ액(軶: 멍에)ㆍ취(取)ㆍ계(繫)ㆍ개(蓋)ㆍ주올(柱杌)ㆍ구(垢)ㆍ소해(燒害)ㆍ전(箭)ㆍ소유(所有)ㆍ악행(惡行)ㆍ누(漏)ㆍ궤(匱)ㆍ열(熱)ㆍ뇌(惱)ㆍ쟁(諍)ㆍ치연(熾然)ㆍ조림(稠林)ㆍ구애(拘礙) 등이다.
 — 한글본: 무착 지음, 현장 한역, 이한정 번역, 편집자 일부 수정, K.572, T.1605, 《대승아비달마집론》 제4권. p. 75 / 159.
대승불교의 논서인 혜원의 《대승의장》 제5권에서는 "이장의(二障義)"라는 제목의 뜻을 해설하는 곳에서 번뇌의 다른 이름으로 11가지를 말하고 있다.
 第一釋名。所言障者。隨義不同。乃有多種。或名煩惱。或名為使。或名為結。或名為纏。或名為縛。或名為流。或名為枙。或名為取。或名為漏。或名為垢。或說為惑。或說為障。如是非一。

 — 한문본: 혜원 찬, T.1851, 《대승의장》 제5권. p. T44n1851_p0561b21 - T44n1851_p0561b26.
첫번째는 이름을 해석하는 것이다. 이른바 장(障)이라고 부르고 있는 것은 그 뜻에 따라 차이가 있어 그 이름에 여러 가지가 있다. 또는 번뇌(煩惱)라고도 한다. 또는 사(使)라고도 한다. 또는 결(結)이라고도 한다. 또는 전(纏)이라고도 한다. 또는 박(縛)이라고도 한다. 또는 유(流)라고도 한다. 또는 액(枙)이라고도 한다. 또는 취(取)라고도 한다. 또는 누(漏)라고도 한다. 또는 구(垢)라고도 한다. 또는 혹(惑)이라고도 한다. 또는 장(障)이라고도 한다. 이와 같이 이름은 한 가지로 동일하지 않다.
 — 한글본: 편집자 번역.

### 이름 목록
| 번호 | 번뇌의 다른 이름 | 뜻 |
| ---- | ---------------- | --- |
| 1    | 개(蓋)           | - 번뇌는 진실의(眞實義: 참된 뜻)를 가려서 유정으로 하여금 제법(諸法)의 진실의를 알지 못하게 한다. 《유가사지론》 제8권. - 번뇌는 선품(善品: 깨달음으로 이끌어 가는 선한 마음작용)이 나타나지 못하게 한다. 《대승아비달마집론》 제4권. |
| 2    | 결(結)           | - 번뇌는 유정으로 하여금 고(苦)와 화합하게 한다. 《유가사지론》 제8권. - 번뇌는 그 본질적인 성질이 3계탐(三界貪)으로, 미래세에서 유정을 괴로운 과보가 생겨나는 상태에 묶어버리는[結] 작용을 한다. 《대승아비달마집론》 제4권. - 번뇌는 생사윤회와 결집(結集: 한데 모이어 뭉침)한다. 《대승의장》제5권. - 번뇌는 유정을 결박(結縛: 자유롭게 움직이지 못하도록 묶음)한다. 《대승의장》제5권. |
| 3    | 계(繫)           | - 번뇌는 벗어나기 어려운 것이다. 즉, 번뇌로부터 해탈하기 위해서는 큰 노력을 기울여야 한다. 《유가사지론》 제8권. - 번뇌는 정의(定意: 고요한 상태의 마음, 선정의 상태의 마음)를 장애하는 성질을 가진 마음작용들이다. 즉, 번뇌는 마음을 어지럽게 만드는[散亂] 작용을 한다. 《대승아비달마집론》 제4권. - 번뇌는 정심(定心: 고요한 상태의 마음, 선정의 상태의 마음)의 본질적인 성질을 능히 장애하는 마음작용들이다. 《대승아비달마잡집론》 제7권. |
| 4    | 구(垢)           | - 번뇌는 그 본질적인 성질이 염오(染汚)이다. 《유가사지론》 제8권. - 번뇌는 시라(尸羅: 계와 율)의 학처(學處)를 범하게 한다. 즉, 범행을 닦는 것을 장애한다. 《대승아비달마집론》 제4권. - 번뇌는 청정한 마음을 오염시킨다. 《대승의장》제5권. |
| 5    | 구애(拘礙)       | - 번뇌는 5묘욕의 갖가지 대상에 즐겨 집착하게 하고 또한 출세간법을 증득하는 것을 장애한다. 《유가사지론》 제8권. - 번뇌는 신체와 재물에 연연하고 즐기게 함으로써 약간의 선법(善法)을 획득한 것으로도 만족하게 하여 더 이상의 선법을 닦지 못하게 한다. 《대승아비달마집론》제4권. |
| 6    | 궤(匱)           | - 번뇌는 3계의 사물을 받고 씀에 있어서 만족함이 없게 한다는 것을 뜻한다. 《유가사지론》 제8권. - 번뇌는 유(有: 3유)와 자생구(資生具: 이익을 가져오는 도구와 수단)를 추구하되 만족함이 없게 하여 언제나 갖가지의 빈곤과 결핍이라는 고통으로 시달리게 한다. 《대승아비달마집론》 제4권. |
| 7    | 근(根)           | - 번뇌는 불선(不善) 즉 악행(惡行)의 발동근거이다. 《유가사지론》 제8권. |
| 8    | 뇌(惱)           | - 번뇌는 쇠함[衰]과 감소[損]를 끌어당긴다. 《유가사지론》 제8권. - 번뇌는 갖가지 것들에 탐착하게 하다가 그러한 것들이 변하여 없어지면[變壞] 걱정과 탄식이 늘어나고 갖가지 근심과 괴로움에 접하게 한다. 《대승아비달마집론》 제4권. |
| 9    | 누(漏)           | - 번뇌는 유정으로 하여금 그 번뇌에 물든 마음이 이리저리 흘러나와 움직이게[流動] 한다. 《유가사지론》 제8권. - 번뇌는 유정으로 하여금 그 번뇌에 물든 마음이 끊임없이 연달아 쏟아져 흘러나와 흩어지게[注流散] 한다. 《대승아비달마집론》 제4권. - 번뇌는 마치 끊임없이 고름이 나오는 것과 같다. 《대승의장》제5권. |
| 10   | 박(縛)           | - 번뇌는 선행(善行)에 대해 희망하는 바[所欲]를 따르지 않게 한다. 《유가사지론》 제8권. - 번뇌는 괴고 · 고고 · 행고의 3고에 처하게 하고 선가행(善加行: 선한 방편)에 대해 자재한 상태를 득하지 못하게 한다. 《대승아비달마집론》 제4권. - 번뇌는 능히 계박한다. 즉, 능히 이염(離染)으로 나아가는 것을 막는다. 《아비달마장현종론》 제27권. - 번뇌는 수행자에게 굴레를 씌워 고삐에 맨다. 《대승의장》제5권. |
| 11   | 사(使)           | - 번뇌는 유정을 따라 쫓아가 얽어맨다. 《대승의장》제5권. |
| 12   | 상해(常害)       | - 번뇌는 언제나 유정에게 능히 해(害)를 끼친다. 《유가사지론》 제8권. |
| 13   | 소(燒)           | - 번뇌는 욕구하는 바[所欲]에 대하여 항상 부족하다[匱乏]고 여기게 한다. 《유가사지론》 제8권. |
| 14   | 소유(所有)       | - 번뇌는 그 자신의 발동근거가 되는 개별적인 법들을 능히 거두어 지닌다. 《유가사지론》 제8권. - 번뇌는 재물을 축적하는 만큼 두려움과 원한이 많아지게 하고 자주 산란(散亂)에 처하게 한다. 《대승아비달마집론》 제4권. - 번뇌는 재물과 자구(資具)가 축적되는 만큼 그 만큼 두려움 · 원한 · 산란 등과 항상 상응하게 한다. 《대승아비달마잡집론》 제7권. |
| 15   | 소해(燒害)       | - 번뇌는 자주 현행하여 항상 흘러 넘쳐서 몸과 마음을 지극히 안달하게 하고 괴롭혀 몸과 마음을 쇠약해지고 상하게 한다. 《유가사지론》 제89권. - 번뇌는 그것에 의지하여 살아가는 한 이전처럼 생사윤회의 불길에 불태워지는 해를 입게 한다. 《대승아비달마집론》 제4권. |
| 16   | 수면(隨眠)       | - 번뇌는 세간에서 세력의 증대를 일으킬 번뇌종자[世間增上種子]가 그 번뇌를 지닌 유정을 쫓아 따라 다니게[隨逐] 한다. 《유가사지론》 제8권. - 번뇌는 유정이 그것을 떠나지 못한 상태에서는 유정에게서 그것의 수면(隨眠) 즉 추중(麤重) 즉 종자(種子)의 세력을 증대시키는 작용을 한다. 《대승아비달마집론》 제4권. |
| 17   | 수번뇌(隨煩惱)   | - 번뇌는 마음을 전도(顚倒)시키고 오염(污染)시킨다. 《유가사지론》 제8권. - 번뇌는 모두 마음을 따라 그 마음을 뇌란(惱亂: 요동시킴, 고요하지 못하게 함)시킨다.《아비달마구사론》 제21권. - 번뇌는 능히 유정을 요란(擾亂: 어지럽힘)시킨다. 《아비달마장현종론》 제27권. - 번뇌는 탐불선근(貪不善根) · 진불선근(瞋不善根) · 치불선근(癡不善根) · 분(忿) · 한(恨) 등의 모든 잡예사(雜穢事), 즉 모든 오염된 것이다. 《유가사지론》 제89권. - 번뇌는 유정으로 하여금 그 번뇌가 일으키는 뇌란(惱亂: 요동시킴, 고요하지 못하게 함)에 따르게 하여 마음을 항상 오염시킨다. 《대승아비달마집론》 제4권. - 수번뇌는 존재하는 1차적인 번뇌와 2차적인 번뇌 모두를 뜻하기도 하고, 2차적인 번뇌만을 뜻하기도 한다. 《대승아비달마집론》 제4권. |
| 18   | 악행(惡行)       | - 번뇌는 그 본질적인 성질이 사행(邪行: 그릇된 행위)이다. 《유가사지론》 제8권. - 번뇌는 몸과 말과 행위로 언제나 불선의 성질의 3업(三業)을 저지르게 한다. 《대승아비달마집론》 제4권. |
| 19   | 액(軛 또는 枙)   | - 번뇌는 사행(邪行)을 행하게 하는 방편이 된다. 《유가사지론》 제8권. - 번뇌는 유정을 3계(三界) · 5취(五趣) · 4생(四生)과 화합(和合)시킨다. 《아비달마구사론》 제20권. - 번뇌는 속박을 벗어나는 것[離繫]을 장애한다. 《대승아비달마집론》 제4권. - 번뇌는 능히 유정에게 괴로움이라는 멍에를 씌운다. 《대승의장》제5권. |
| 20   | 열(熱)           | - 번뇌는 바른 이치[正理]에 의지하지 않고 온갖 상(相)에 상응하고 집착하게 하여 몸과 마음을 불태워 안달하게 만들고 괴롭힌다. 《대승아비달마집론》 제4권. |
| 21   | 유(流)           | - 번뇌는 수행자를 표류(漂流)하게 한다. 《대승의장》제5권. |
| 22   | 유쟁(有諍)       | - 번뇌는 능히 싸움[鬥] · 송사[訟] · 다툼[諍競]의 직접적 원인이 된다. 《유가사지론》 제8권. |
| 23   | 장(障)           | - 번뇌는 능히 성도(聖道)를 장애한다. 《대승의장》제5권. |
| 24   | 쟁(諍)           | - 번뇌는 갖가지 싸움[鬥]이나 송사[訟] 등의 성냄[忿]과 다툼[競]을 능히 일으킨다. 《유가사지론》 제84권. - 번뇌는 칼과 창을 쥐고서 갖가지 전쟁이나 투쟁을 일으키게 한다. 《대승아비달마집론》 제4권. |
| 25   | 전(箭)           | - 번뇌는 그 본질적인 성질이 고요하지 않음[不靜相]이며, 멀리서 유정을 따라오는 작용을 한다. 《유가사지론》 제8권. - 번뇌는 유(有)와 유구(有具: 재물)를 깊이 추구하고 상속하는 것이 끊어지지 않게 하며, 3보와 4제에 대해 항상 의혹을 내게 한다. 《대승아비달마집론》 제4권. - 번뇌는 유(有) · 유구(有具: 재물) · 3보 · 4제에 대해 화살을 쏘아 해친다. 《대승아비달마잡집론》 제7권. |
| 26   | 전(纏)           | - 번뇌는 자주 일어나 현행(現行)한다. 《유가사지론》 제8권. - 번뇌는 유정을 계박하여 생사의 감옥에 가둔다. 즉, 번뇌는 원인이 되어 온갖 악행을 일으키게 하여, 유정을 악취(惡趣)에 갇히게 한다. 《아비달마장현종론》제27권. - 번뇌는 자주 자주 증장하고 왕성해져서 마음을 전요(纏繞: 덩굴처럼 휘감아 얽어맴)하여, 지(止) · 거(擧) · 사(捨) · 정(淨)의 수행을 장애한다. 《대승아비달마집론》 제4권. - 번뇌는 능히 수행자를 얽어맨다. 《대승의장》제5권. - 번뇌는 능히 마음을 얽어맨다. 《대승의장》제5권. |
| 27   | 조림(稠林)       | - 번뇌는 나와 내 것[自身]이라는 각종의 큰 나무가 빽빽이 모여 있는 것이다. 《유가사지론》 제8권. - 번뇌는 생사윤회의 원인이 되는 갖가지 업[行]에 대해 널리 염착을 일으키게 하여 유정을 5취(五趣)로 유전(流轉)시킨다. 《대승아비달마집론》 제4권. - 번뇌는 유정들이 생사의 길을 갈 때 마치 커다란 나무들이 밀집한 숲속에 처한 것처럼 거기서 벗어나기 힘들게 한다. 《대승아비달마잡집론》 제7권. |
| 28   | 주올(株杌)       | - 번뇌는 좋은 논밭과 같은 선한 마음을 허물어 무너뜨린다. 《유가사지론》 제8권. - 번뇌는 익숙한 습관[串習]이어서 끊기가 힘들다. 《대승아비달마집론》 제4권. - 번뇌는 대치도(對治道)의 쟁기로 뽑아내거나 넘어뜨리기 힘든 나무 그루터기이다. 《대승아비달마잡집론》 제7권. |
| 29   | 취(取)           | - 번뇌는 유정으로 하여금 5취온[自身]의 상속(相續)이 끊임이 없게 한다. 《유가사지론》 제8권. - 번뇌는 능히 유정으로 하여금 다툼[鬥諍]과 쟁론(諍論)의 뿌리를 집취하게 해서 후유(後有)라는 괴로운 이숙(異熟)을 인기하여 집취하게 한다. 《대승아비달마집론》 제4권. - 번뇌는 온갖 존재[有: 윤회하는 삶]에 집착하여 취하게 한다. 즉, 번뇌는 유정으로 하여금 존재에 대한 집착을 일으키게 하는 발동근거가 된다. 《아비달마구사론》 제20권. - 번뇌는 경계(境界)를 취하여 집착하게 한다. 《대승의장》제5권. |
| 30   | 치연(熾然)       | - 번뇌는 커다란 열병(熱病)과 같다. 《유가사지론》 제8권. - 번뇌는 몸과 마음을 거센 불길로 태우는 것과 같다. 《대승아비달마집론》 제4권. |
| 31   | 폭류(暴流)       | - 번뇌는 매우 건너기 어려운 것이며 유정으로 하여금 흐름에 따라 떠내려가게 한다. 《유가사지론》 제8권. - 번뇌는 유정으로 하여금 유전연기의 흐름에 따라 떠내려가 휘둘리게 한다. 《대승아비달마집론》 제4권. |
| 32   | 혹(惑)           | - 번뇌는 능히 소연(所緣: 인식대상)에 대해 미혹하게 한다. 《대승의장》제5권. |
| 33   | 화(火)           | - 번뇌는 유정이 쌓아올린 선근(善根)의 자량[薪]을 불태워 사라지게 한다. 《유가사지론》 제8권. |

## 분류

### 분류 개요
불교 경전과 논서에서는 번뇌 전체에 대한 다양한 형태의 분류가 발견된다. 이것은 전체 번뇌를 바라보는 관점이 여러 가지가 있기 때문이다.  《유가사지론》 제8권에서는 한 가지로 분류하는 형태부터 열 가지로 분류하는 형태까지의 10가지 분류와 여기에 128가지로 분류하는 것을 더한 총 11가지의 분류를 진술하고 있다.
《유가사지론》의 이러한 분류들 외에도 다른 여러 가지의 분류가 있는데, 예를 들면,  대승불교에서 널리 사용되는 번뇌장 · 소지장의 2장(二障)의 분류, 《승만경》의 견일처주지 · 욕애주지 · 색애주지 · 유애주지 · 무명주지의 오주지번뇌(五住地煩惱)의 분류, 천태종의 견사혹 · 진사혹 · 무명혹의 3혹(三惑)의 분류, 불교 밖의 일반에도 널리 알려진 낱말인 백팔번뇌(百八煩惱)의 분류 등이 있다. 또한 《대승기신론》의 무명업상 · 능견상 · 경계상 · 지상 · 상속상 · 집취상 · 계명자상 · 기업상 · 업계고상의 3세6추(三細六麁)도 비록 엄밀히 말하자면 진여에 근본무명이 훈습되어 전개되는 생멸과 유전의 현상을 말한 것이지만 이러한 전개도 역시 번뇌의 작용에 의한 것이기에 역시 번뇌의 한 분류라고 할 수 있다.
한편, 중요도나 필요에 따라 특정한 번뇌들만을 모은 별도의 그룹들도 다수가 있는데, 예를 들어 탐 · 진 · 치의 불선근(不善根), 성문4과의 성취와 관련하여 고타마 붓다가 직접 언급한 3결(三結) · 5하분결(五下分結) · 5상분결(五上分結), 수번뇌들 중 자주 현행하는 두드러진 것들을 모은 6번뇌구(六煩惱垢) · 10전(十纏) 등이 있다.
《유가사지론》 제8권에 기술된 11가지의 번뇌 분류는 다음과 같다:
1. 한 가지 분류: 잡염(雜染)
2. 두 가지 분류: 견도소단(見道所斷) · 수도소단(修道所斷)
3. 세 가지 분류: 욕계(欲繫) · 색계(色繫) · 무색계(無色繫)
4. 네 가지 분류: 욕계(欲界)의 기(記)와 무기(無記) · 색계(色界)의 무기(無記) · 무색계(無色界)의 무기(無記)
5. 다섯 가지 분류: 5부 = 견고소단(見苦所斷) · 견집소단(見集所斷) · 견멸소단(見滅所斷) · 견도소단(見道所斷) · 수도소단(修道所斷)
6. 여섯 가지 분류: 6수면 = 6근본번뇌 = 탐(貪) · 에(恚) · 만(慢) · 무명(無明) · 견(見) · 의(疑)
7. 일곱 가지 분류: 7수면 = 욕탐수면(欲貪隨眠) · 진에수면(瞋恚隨眠) · 유탐수면(有貪隨眠) · 만수면(慢隨眠) · 무명수면(無明隨眠) · 견수면(見隨眠) · 의수면(疑隨眠)
8. 여덟 가지 분류: 탐(貪) · 에(恚) · 만(慢) · 무명(無明) · 의(疑) · 견(見) · 두 가지 취[二取]: 견취(見取)와 계금취(戒禁取)
9. 아홉 가지 분류: 9결 = 애결(愛結) · 에결(恚結) · 만결(慢結) · 무명결(無明結) · 견결(見結) · 취결(取結) · 의결(疑結) · 질결(嫉結) · 간결(慳結)
10. 열 가지 분류: 10수면 = 살가야견(薩迦耶見) · 변집견(邊執見) · 사견(邪見) · 견취(見取) · 계금취(戒禁取) · 탐(貪) · 에(恚) · 만(慢) · 무명(無明) · 의(疑)
11. 128가지 분류:  10수면을 3계 5부로 분별하여 얻어지는 128번뇌

### 번뇌 전체에 대한 분류

#### 근본번뇌 · 수번뇌 = 본혹 · 수혹 = 6수면 = 10수면
부파불교의 설일체유부와 대승불교의 유식유가행파에서는 번뇌를 체계적으로 분류하고 성격을 규정하여 수행의 단계와 관련시켜 논의하고 있는데, 이들이 사용하고 있는 가장 근간이 되는 분류는 모든 번뇌를 근본번뇌(根本煩惱)와 수번뇌(隨煩惱)로 나누는 것이다. 근본번뇌는 진리에 대해 미혹하게 하여 그릇된 업을 일으키고 윤회하는 삶이라는 과보를 거두게 하는 작용을 하는 부적정한 법(法)들로서, 다른 모든 번뇌의 근본이 되는 번뇌들을 말한다. 그리고 수번뇌는 근본번뇌에서 파생된 번뇌를 말하는데, 달리 말하자면, 근본번뇌를 바탕으로 진행된 더 구체적이고 악화된 형태의 번뇌들을 말한다. 근본번뇌 · 수번뇌는 본혹(本惑) · 수혹(隨惑)이라고도 한다. 또한, 근본번뇌는 특히 수면(隨眠)이라고도 하며, 간단히 번뇌라고도 한다.
설일체유부와 유식유가행파의 번뇌론에 따르면, 근본번뇌로는 탐 · 진 · 치 · 만 · 의 · 견의 6가지가 있으며, 이를 6근본번뇌(六根本煩惱)  또는 6수면(六隨眠)이라 한다. 그리고 6근본번뇌 중 견은 다시 유신견 · 변집견 · 사견 · 견취 · 계금취의 5가지로 세분되어 10근본번뇌(十根本煩惱)가 되며, 10수면(十隨眠)이라고도 한다. 수번뇌는 이들 근본번뇌로부터 파생된 모든 번뇌들을 말하므로, 그 종류가 수없이 많을 수 있지만 설일체유부와 유식유가행파는 파생된 번뇌들 중 대표적인 것들을 취하여 별도로 수번뇌로 설정하고 있는데, 다음 목록과 같이, 설일체유부에서는 19가지의 번뇌를, 유식유가행파에서는 20가지 번뇌를 수번뇌로 설정하고 있다.
- 설일체유부의 19수번뇌: 분 · 부 · 간 · 질 · 뇌 · 해 · 한 · 첨 · 광 · 교 · 무참 · 무괴 · 방일 · 해태 · 불신 · 혼침 · 도거 · 수면 · 악작
- 유식유가행파의 20수번뇌: 분 · 한 · 부 · 뇌 · 질 · 간 · 광 · 첨 · 해 · 교 · 무참 · 무괴 · 도거 · 혼침 · 불신 · 해태 · 방일 · 실념 · 산란 · 부정지

6수면 즉 6근본번뇌, 그리고 10수면 즉 10근본번뇌가 의미하는 바는, 세상에 무수히 많은 번뇌들이 있지만 근본에서 볼 때, 수행자가 극복해야 할 번뇌의 개수는 크게 말하면 6가지이고 자세히 말하면 10가지라는 것을 뜻한다. 즉, 수행자가 자신을 되돌아볼 때, 탐 · 진 · 만 · 무명 · 견 · 의의 6가지, 혹은, 탐 · 진 · 만 · 무명 · 유신견 · 변집견 · 사견 · 견취 · 계금취 · 의의 10가지의 관점에서 되돌이켜 살펴보면 자신이 현재 걸려있는 구체적인 장애를 알 수 있으며 자신이 어떤 노력을 기울여야 하는 가를 알  수 있다는 것을 뜻한다.

#### 견혹  ·  수혹 = 견도소단 · 수도소단 = 미리혹 · 미사혹 = 분별기 · 구생기
부파불교와 대승불교 등 불교 일반에서 받아들이고 있는 수행계위로는 견도(見道) · 수도(修道) · 무학도(無學道)의 3도(三道)가 있다. 불교의 수행계위는 번뇌를 극복하는 것과 밀접한 관련이 있는데, 부파불교와 대승불교의 수행론에 따르면 견도와 수도의 수행계위에서 끊어지는 번뇌가 명확히 규정되어 있다. 견도의 계위에서 끊어지는 모든 번뇌들을 견혹(見惑) · 견도소단(見道所斷) 혹은 견소단(見所斷)이라 하며, 수도의 계위에서 끊어지는 모든 번뇌들을 수혹(修惑) · 수도소단(修道所斷) 혹은 수소단(修所斷)이라 한다. 3도의 가르침에 따르면, 수행자는 이지적인 번뇌 즉 견혹을 극복하는 견도의 단계를 먼저 거쳐 견해가 바르게 선 후, 계속하여 노력하여 정의적인 번뇌 즉 수혹을 극복하는 수도의 단계를 거쳐 사물의 실상에 대해 바르게 알게 되고, 그리하여 최종적으로 완전한 깨달음의 상태에 도달한다.
한편, 부파불교에서는 견도에서 끊어지는 견혹의 성질과 수도에서 끊어지는 수혹의 성질을 구분하여 각각을 미리혹(迷理惑)과 미사혹(迷事惑)이라 한다.  미리혹은 이치 즉 진리 즉 4성제라는 진리에 대해 미혹하게 하는 번뇌로서, 견혹이 4성제에 대한 바른 견해가 정립되지 못하게 하는 이지(理智)적인 번뇌라는 것을 뜻한다. 미사혹은 사물의 진실한 모습에 대해 미혹하게 하는 번뇌로서, 사물에 대한 바른 앎[正知] 또는 바른 실천[正行]을 장애하는 정의(情意)적인 번뇌이다.
부파불교 설일체유부의 번뇌론에 따르면, 탐(貪) · 진(瞋) · 만(慢) · 무명(無明) · 견(見) · 의(疑)의 6수면 즉 6가지 근본번뇌 가운데, 견과 의의 2가지 번뇌는 전적으로 견혹이다. 탐 · 진 · 만 · 무명은 견혹이기도 하고 수혹이기도 한데, 견혹 즉 견과 의가 근본이 되어 파생하여 발생한 탐 · 진 · 만 · 무명은 견혹에 속하고 그렇지 않은 탐 · 진 · 만 · 무명은 수혹에 속한다. 6수면 중 견을 5가지로 세분하여 얻어지는 10수면, 즉, 탐 · 진 · 만 · 무명 · 유신견 · 변집견 · 사견 · 견취 · 계금취 · 의라는 10가지 근본번뇌라는 측면에서 말하자면, 유신견 · 변집견 · 사견 · 견취 · 계금취 · 의의 6가지 번뇌는 견혹에 속하고, 탐 · 진 · 만 · 무명의 4가지 번뇌는 견혹과 수혹 모두에 속한다. 3도 중 견도의 계위에서 모든 견혹이 끊어지는데, 즉, 탐 · 진 · 만 · 무명의 4가지 번뇌 중 견혹에 해당하는 부분과 유신견 · 변집견 · 사견 · 견취 · 계금취 · 의의 6가지 번뇌가 끊어진다. 수도의 계위에서는 탐 · 진 · 만 · 무명의 4가지 번뇌 중 수혹에 해당하는 부분이 끊어진다. 말하자면, 바른 견해를 장애하는 번뇌를 극복하고 나면, 사물 전체와 개개에 대한 바른 앎 즉 바른 실천을 장애하는 번뇌를 극복하게 된다. 이 중에서 특히 후자의 수도의 계위를 극복해야 할 번뇌와 관련하여 말하자면, 자신의 내부에서 발생하는 탐욕과 성냄과 자만과 무지를 정면에서 쳐다보고 그것을 바로잡기 위한 지난한 노력이라 할 수 있으며, 이 노력의 결과로서 우주의 삼라만상에 대한 바른 앎을 획득하게 된다.
대승불교에서는 견도에서 끊어지는 견혹의 성질과 수도에서 끊어지는 수혹의 성질을 구분하여 각각을 분별기(分別起) 번뇌와 구생기(俱生起) 번뇌라 한다. 분별기 번뇌는 그릇된 가르침[邪教] 또는 그릇된 스승[邪師]과 같은 외적인 요인에 의해 생긴 번뇌와 그릇된 사유[邪思惟]와 같은 내적인 요인에 의해 생긴 후천적인 번뇌를 말하는데, 그 양태가 뚜렷하고 강렬한 번뇌들이다. 이에 비해 구생기 번뇌는 전생에서 극복하지 못한 번뇌로서 현생에 태어날 때 가지고 태어나는 선천적인 번뇌를 말하는데, 그 양태가 미세하고 끈질긴 번뇌들이다. 비록 분별기 번뇌는 그 양태가 예리하고 격렬하며 그 과보도 뚜렷하여 삶에 미치는 영향이 크지만  구생기 번뇌에 비해서는 비교적 손쉽게 끊어지는 번뇌로서 견도의 계위에서 모두 한꺼번에 단박에 끊어진다. 이에 비해 구생기 번뇌는 수도의 계위에서 오랜 수행에 의해서 각각마다 점차 약화되다가 마침내 끊어진다.
대승불교 유식유가행파의 번뇌론에 따르면, 탐(貪) · 진(瞋) · 만(慢) · 무명(無明) · 견(見) · 의(疑)의 6수면 즉 6가지 근본번뇌 가운데, 의의 1가지 번뇌만이 전적으로 견혹 즉 분별기 번뇌이다. 탐 · 진 · 만 · 무명 · 견은 견혹 즉 분별기 번뇌이기도 하고 수혹 즉 구생기 번뇌이기도 하다.  보다 상세히 살펴보기 위해, 6수면 중 견을 5가지로 세분하여 얻어지는 10수면, 즉, 탐 · 진 · 만 · 무명 · 유신견 · 변집견 · 사견 · 견취 · 계금취 · 의라는 10가지 근본번뇌라는 측면에서 말하자면, 사견 · 견취 · 계금취 · 의의 4가지 번뇌는 전적으로 견혹 즉 분별기 번뇌에 속하고, 탐 · 진 · 만 · 무명 · 유신견 · 변집견의 6가지 번뇌는 견혹 즉 분별기 번뇌과  수혹 즉 구생기 번뇌 모두에 속한다. 3도 중 견도의 계위에서 모든 견혹 즉 분별기 번뇌가 끊어지는데, 즉, 탐 · 진 · 만 · 무명 · 유신견 · 변집견의 6가지 번뇌 중 견혹에 해당하는 부분과 사견 · 견취 · 계금취 · 의의 4가지 번뇌가 끊어진다. 수도의 계위에서는 탐 · 진 · 만 · 무명 · 유신견 · 변집견의 6가지 번뇌 중 수혹에 해당하는 부분이 끊어진다.
부파불교와 대승불교 모두 견혹 · 수혹이 있다고 말하며, 이들 각자에 속하는 번뇌들을 살펴보면 크게 보아서는 동일하다고 할 수 있지만 자세하게 보아서는 뚜렷한 차이가 존재한다. 그 차이는 유신견과 변집견에 대한 견해가 다른 것에 있다. 유신견과 변집견에 대하여 부파불교에서는 이 두 번뇌가 이지적인 번뇌 즉 후천적인 번뇌로서 전적으로 견혹이라고 본다. 이에 비해 대승불교에서는 유신견과 변집견이 견혹이기도 하지만 동시에 수혹이기도 하다고 본다. 즉, 이 두 번뇌가 이지적인 번뇌 즉 후천적인 번뇌의 측면과 정의적인 번뇌 즉 선천적인 번뇌의 측면을 모두 가진다고 본다. 전통적인 용어로는, 선천적인 유신견과 선천적인 변집견을 각각 구생기 유신견(혹은, 구생기 살가야견) · 구생기 변집견이라 한다. 이 두 구생기 번뇌에 대해 《대승아비달마잡집론》 제7권에서는 다음과 같이 진술하고 있다:
 欲界修所斷有六煩惱。謂俱生薩迦耶見邊執見。及貪瞋慢無明。何等名為修所斷。俱生薩迦耶見。謂聖弟子雖見道已生。而依止此故我慢現行。如經言。長老馱索迦當知。我於五取蘊不見我我所。然於五取蘊有我慢我欲我隨眠。未永斷未遍知未滅未吐。猶如乳母有垢膩衣。雖以鹵土等水浣濯極令離垢。若未香熏臭氣隨轉。復以種種香物熏坌臭氣方盡。如是佛聖弟子。雖以見道永斷分別身見之垢。若未以修道熏習相續。無始串習虛妄執著習氣所引不分別事我見隨轉。復以隨道熏習相續彼方永滅。俱生邊執見者。謂斷見所攝。由此見故於涅槃界其心退轉生大怖畏。謂我我今者何所在耶。

 — 한문본: 안혜 조, 현장 한역 (T.1606), 《대승아비달마잡집론》 제7권. p. T31n1606_p0726c09 - T31n1606_p0726c23
욕계의 수도에서 끊어지는 것에는 여섯 가지 번뇌가 있으니, 구생기 살가야견과 구생기 변집견 및 탐ㆍ진ㆍ만ㆍ무명이다. 어떠한 것을 이름하여 수도에서 끊어지는 구생기 살가야견[修所斷俱生薩迦耶見]이라 합니까? 성제자(聖弟子)가 비록 견도(見道)를 이미 성취하였어도 수도에서 끊어지는 구생기 살가야견으로 인하여 아만(我慢)이 현행(現行)한다. 경전에서 “장로 타색가(駄索迦)여, 숙지하라. 내가 5취온에 있어서 아(我)와 아소(我所)를 발견하지 못했으나, 5취온에는 아만(我慢)ㆍ아욕(我欲)ㆍ아수면(我隨眠)이 남아 있어서 영원히 끊지 못하고 두루하게 알지 못하고 소멸하지 못하고 토해내지 못한 것이, 마치 유모가 입고 있는 젖내 나는 옷을, 비록 비누나 물 따위로 세탁하여 그때를 벗겨내더라도, 냄새가 배어 있어 그 역한 냄새가 바뀌지 않는 것과 같아서 반드시 갖가지 향료로 훈증해야 역한 냄새가 없어지는 것과 같으니라”고 말씀하신 그대로이다. 이와 같이 부처님의 성제자도 비록 견도로써 분별기 유신견(有身見)의 때를 영원히 끊었더라도, 만약 수도로써 훈습하고 상속하지 않는다면, 무시이래로 익혀온 허망한 집착의 습기에 이끌려 분별기가 아닌 아견[不分別事我見]이 따라 전전한다. 다시 수도를 따라 훈습하고 상속함으로써 비로소 구생기 유신견이 영원히 소멸된다. 구생기 변집견[俱生邊執見]은 단견(斷見)에 속한다. 열반계(涅槃界)에 처했을 때 구생기 단견으로 말미암아 그 마음이 물러나서 커다란 공포를 일으켜 “아아(我我: 나의 나)는 지금 어디에 있는가?”라고 말하게 되는 것이다.
 — 한글본: 안혜 지음, 현장 한역, 이한정 번역, 편집자 번역 수정 (K.576, T.1605), 《대승아비달마잡집론》 제7권. pp. 165-166 / 388.

#### 98수면 · 128근본번뇌
부파불교의 설일체유부의 번뇌론에 따르면, 10수면을 3계와 5부로 분별하면 아래 98수면 표와 같은 98가지가 된다. 이에 비해 대승불교 유식유가행파의 번뇌론에 따르면, 10수면 즉 10근본번뇌를 3계와 5부로 분별하면 아래 128근본번뇌 표와 같은 128가지가 된다.
두 번뇌론의 가장 큰 차이는 유신견과 변집견에 대하여 설일체유부에서는 이 두 번뇌가 오로지 견혹 즉 분별기라고 보는 데 비해, 유식유가행파에서는 이 두 번뇌가 견혹 즉 분별기이면서 또한 수혹 즉 구생기이도 하다고 보는 데에 있다.  이 차이는 마음에 6식이 있다고 보는 설일체유부와 마음에 8식이 있다고 보는 유식유가행파 간의 심식론의 차이와 밀접히 관련된 사항이다.
그리고 또다른 차이로는 설일체유부에서는 견혹 모두가 견고소단 · 견집소단 · 견멸소단 · 견도소단의 4부 모두에 속한다고 보지는 않음에 비해, 유식유가행파에서는 견혹 모두가 4부 모두에 속한다고 본다는 것에 있다.  보다 자세히 그 차이를 살펴보면, 견혹으로서의 유신견과 견혹으로서의 변집견에 대하여, 설일체유부에서는 이 두 견혹이 견고소단의 1부에만 속한다고 보는데 비해 유식유가행파는 이 두 견혹이 4부 모두에 속한다고 본다. 그리고 계금취에 대하여, 설일체유부에서는 이 견혹이 견고소단 · 견도소단의 2부에만 속한다고 보는데 비해 유식유가행파는 이 견혹이 4부 모두에 속한다고 본다.

##### 설일체유부의 98수면
| 견소단·견혹· 분별기·미리혹 (88)      | 견고소단 | 탐 · 진 · 만 · 무명 · 유신견 · 변집견 · 사견 · 견취 · 계금취 · 의 (10) | 탐 · 만 · 무명 · 유신견 · 변집견 · 사견 · 견취 · 계금취 · 의 (9) | 탐 · 만 · 무명 · 유신견 · 변집견 · 사견 · 견취 · 계금취 · 의 (9) | 28가지 |
| 견소단·견혹· 분별기·미리혹 (88)      | 견집소단 | 탐 · 진 · 만 · 무명 · 사견 · 견취 · 의 (7)                             | 탐 · 만 · 무명 · 사견 · 견취 · 의 (6)                            | 탐 · 만 · 무명 · 사견 · 견취 · 의 (6)                            | 19가지 |
| 견소단·견혹· 분별기·미리혹 (88)      | 견멸소단 | 탐 · 진 · 만 · 무명 · 사견 · 견취 · 의 (7)                             | 탐 · 만 · 무명 · 사견 · 견취 · 의 (6)                            | 탐 · 만 · 무명 · 사견 · 견취 · 의 (6)                            | 19가지 |
| 견소단·견혹· 분별기·미리혹 (88)      | 견도소단 | 탐 · 진 · 만 · 무명 · 사견 · 견취 · 계금취 · 의 (8)                    | 탐 · 만 · 무명 · 사견 · 견취 · 계금취 · 의 (7)                   | 탐 · 만 · 무명 · 사견 · 견취 · 계금취 · 의 (7)                   | 22가지 |
| 수소단·수혹·사혹· 구생기·미사혹 (10) | 수도소단 | 탐 · 진 · 만 · 무명 (4)                                                | 탐 · 만 · 무명 (3)                                               | 탐 · 만 · 무명 (3)                                               | 10가지 |
|                                      |          | 36가지                                                                 | 31가지                                                           | 31가지                                                           | 98가지 |

##### 유식유가행파의 128근본번뇌
| 견소단·견혹· 분별기·미리혹 (112)     | 견고소단 | 탐 · 진 · 만 · 무명 · 유신견 · 변집견 · 사견 · 견취 · 계금취 · 의 (10) | 탐 · 만 · 무명 · 유신견 · 변집견 · 사견 · 견취 · 계금취 · 의 (9) | 탐 · 만 · 무명 · 유신견 · 변집견 · 사견 · 견취 · 계금취 · 의 (9) | 28가지  |
| 견소단·견혹· 분별기·미리혹 (112)     | 견집소단 | 탐 · 진 · 만 · 무명 · 유신견 · 변집견 · 사견 · 견취 · 계금취 · 의 (10) | 탐 · 만 · 무명 · 유신견 · 변집견 · 사견 · 견취 · 계금취 · 의 (9) | 탐 · 만 · 무명 · 유신견 · 변집견 · 사견 · 견취 · 계금취 · 의 (9) | 28가지  |
| 견소단·견혹· 분별기·미리혹 (112)     | 견멸소단 | 탐 · 진 · 만 · 무명 · 유신견 · 변집견 · 사견 · 견취 · 계금취 · 의 (10) | 탐 · 만 · 무명 · 유신견 · 변집견 · 사견 · 견취 · 계금취 · 의 (9) | 탐 · 만 · 무명 · 유신견 · 변집견 · 사견 · 견취 · 계금취 · 의 (9) | 28가지  |
| 견소단·견혹· 분별기·미리혹 (112)     | 견도소단 | 탐 · 진 · 만 · 무명 · 유신견 · 변집견 · 사견 · 견취 · 계금취 · 의 (10) | 탐 · 만 · 무명 · 유신견 · 변집견 · 사견 · 견취 · 계금취 · 의 (9) | 탐 · 만 · 무명 · 유신견 · 변집견 · 사견 · 견취 · 계금취 · 의 (9) | 28가지  |
| 수소단·수혹·사혹· 구생기·미사혹 (16) | 수도소단 | 탐 · 진 · 만 · 무명 · 유신견 · 변집견 (6)                              | 탐 · 만 · 무명 · 유신견 · 변집견 (5)                             | 탐 · 만 · 무명 · 유신견 · 변집견 (5)                             | 16가지  |
|                                      |          | 46가지                                                                 | 41가지                                                           | 41가지                                                           | 128가지 |

#### 5주지번뇌
『승만경』에 나오는 견일처주지의 혹, 애번뇌의 혹도  ‘수행단계’와 관련된 분류의 일종이다.

#### 번뇌장 · 소지장
번뇌의 ‘대상 및 그 원인등’을 기준으로 자신과 외부에 대해 자신의 실체가 있다는 집착[我執]을 갖음으로서 열반을 이룸을 방해하는 번뇌인가, 외부대상이 실체적 존재로 존재한다고 보는 집착[法執]으로 갖는 무명의 어리석음에 기초하여 깨달음을 방해하는 장애인가를 기준으로 번뇌장, 소지장의 구분을 행하기도 한다.

#### 2혹: 통혹 · 별혹  = 3혹: 견사혹 · 진사혹 · 무명혹 = 2혹: 계내혹 · 계외혹
천태종에서는 ‘수행 주체’별로 삼승에 공통되는 통혹(通惑), 보살만이 끊는 별혹(別惑)을 세우고 통혹에는 견혹과 수혹을 망라한 견사혹(見思惑)을 들고, 별혹에 진사혹(塵沙惑)과 무명혹(無明惑)을 든다. 그리고 진사혹(塵沙惑)은 현상에 대한 차별적 모습에 대한 지혜[假觀]로 끊고, 무명혹(無明惑)은 공(空) 가(假)에 대한 중도 제일의제를 관하는 중관(中觀)을 통해 끊는다고 설한다.
또한 천태종에서는 ‘삼계’안에서 일으키는 번뇌[界內의 惑]와 삼계를 초월하여 존재하는 번뇌[界外의 惑] 그리고 이 둘에 모두 통하는 번뇌[界內外의 惑]를 분류하고 진사혹과 무명혹 견수혹[見思惑]을 위 순서대로 각기 분류해 넣는다.

#### 기타 분류
번뇌 전체를 분류하는 것에는 기타 다음과 같은 여러 가지 형태가 있다:

##### 내착번뇌 · 외착번뇌
번뇌의 대상이 자신인가 아니면 외부의 유정 또는 사물인가를 기준으로 내착번뇌(內著煩惱), 외착번뇌(外著煩惱)를 세운다. 유신견 · 변집견과 이들과 상응하여 일어난 상응무명 · 사견 · 견취 · 계금취 · 탐 · 진 · 만 등은 자신 즉 6내처(六內處)에 대해 무지[不了]한 것이므로 내착번뇌에 속한다. 외부 대상 즉 6외처(六外處)에 대해 무지[不了]하여 일어난 탐 · 진 · 무명 등은 외착번뇌에 속한다.

##### 자상혹 · 공상혹
번뇌를 갖는 ‘대상’이 대상의 구체적인 자체의 모습[自相]인가 추상적인 공통된 모습[共相]인가를 기준으로 해서 자상의 혹, 공상의 혹으로 나누기도 하고

##### 유루연혹 · 무루연혹
번뇌를 서로 늘리는 대상[有漏法;고제 집제에 드는 법]에 대한 번뇌인가[有漏緣의 惑] 그렇지 않은 무루법[멸제 도제에 드는 법]에 대한 번뇌[無漏緣의 惑]인가를 기준으로 나누기도 한다.

##### 변행혹 · 비변행혹
번뇌가 소재하는 ‘영역’을 기준으로 하나의 세계(욕계등)에서의 5 수행지위[‘4제+수도’의 5부]에 모두 작용하는 번뇌인가를 기준으로 변행혹(遍行惑), 비변행의 혹으로 나눈다. 앞의 98사등이, 각 수행단계를 가지고 끊어낼 수 있는 번뇌인가를 기준으로 분류함에 대하여 이 분류는 각 수행단계에 어떤 형태의 번뇌가 작용하여 영향을 미치는가를 기준으로 나눈 분류이다. 따라서 사제법 가운데 고제(苦諦)의 이치(理)에 미혹된 오견(五見) 및 무명, 그리고 집제(集諦)의 이치에 미혹된 사견(邪見) 견취견(見取見) 의(疑) 무명(無明)을 변행혹으로 든다. 또 이 변행혹을 다시 구분하여 보다 넓게 하나의 세계에서만 영향을 주는 번뇌를 자계연(自界緣)의 혹이라 하고[身見, 邊見], 타계까지 영향을 주는 나머지 번뇌를 타계연(他界緣)의 혹이라고 한다.

##### 3루
3계의 번뇌와 관련해서는 또 달리 3루(三漏)의 분류가 있다. 즉 번뇌를 유루(욕계에 계박된 무명을 제외한 번뇌), 무루(색계 무색계에서 무명을 제외한 번뇌), 무명루(삼계의 모든 무명)등으로 나누는 것이 그것이다.

##### 발업혹 · 윤생혹
번뇌가 일으키는 ‘결과’를 기준으로 할 때는 업을 일으키는 원인이 되는 혹[發業의 惑]과 삼계윤회를 받게 하는 혹[潤生의 惑]으로 나눈다. 앞에서 분별기의 혹 특히 제 6의식에 상응하는 무명을 발업의 혹이라 한다.

##### 이사 · 둔사
근본번뇌를 다시 그 번뇌가 갖는 ‘작용 및 성질’에 있어서 추리하고 살피는 작용을 갖고 그 작용이 날카로운가 아닌가를 기준으로 이사(利使), 둔사(鈍使)로 나누기도 한다.

### 특정한 번뇌들의 그룹

#### 3결 · 오하분결 · 오상분결
《증일아함경》 제20권, 용수의 《대지도론》 제57권 등에 따르면, 고타마 붓다는 수행계위인 성문4과와 관련하여 다음 목록과 같이 특정한 번뇌들을 끊거나 조복하게 되면 각 계위를 증득하게 된다고 하였다.
- 유신견 · 계금취 · 의의 3결(三結)의 단멸시: 제1과인 예류과 즉 수다원을 증득함[290][291][292][293][294]
- 탐 · 진 · 무명의 3결(三結)의 조복시: 제2과인 일래과 즉 사다함을 증득함[295]
- 유신견 · 계금취 · 의 · 욕탐 · 진의 5하분결(五下分結)의 단멸시: 제3과인 불환과 즉 아나함을 증득함[296][297][298][299]
- 색탐 · 무색탐 · 도거 · 만 · 무명의 5상분결(五上分結)의 단멸시: 제4과인 아라한과 즉 아라한을 증득함[300][301][302][303][304][305]

이 중에서 제3과인 불환과를 증득했다는 것은 욕계의 속박을 완전히 벗어난 상태가 되어 색계 · 무색계에서 거주할 수 있게 되었다는 것, 즉, 선정을 자유자재로 할 수 있는 준비상태가 완전히 갖추어졌다는 것으로, 하고자 한다면 언제든지 욕계를 떠나 색계의 선정에 들어갈 수 있는 수행력을 획득했다는 것을 말한다. 이것을 달리 말하면, 다시는 욕계에 태어나지 않아도 되는 경지를 증득했다는 의미이다. 불환과의 경지는 대승불교의 수행계위인 52위에서 제48위인, 10지 중 제8지인 부동지(不動地)에 도달한 상태이다. 그리고 불환과의 경지는 유식유가행파의 뢰야3위(賴耶三位) 가운데 첫 번째인 아애집장현행위(我愛執藏現行位)를 다 마치고 두 번째인 선악업과위(善惡業果位)로 들어선 경지이다.
유식유가행파의 교학에 따르면, 제8지 이상의 보살 즉 불환과를 획득한 성자는 실법(實法)의 정자재소생색(定自在所生色)을 현현하는 선정력을 가지게 된다. 정자재소생색은 법처소섭색 가운데 하나인데 선정력에 의해 생겨난 색을 말한다.  유식유가행파의 교학에 따르면, 정자재소생색은 가법(假法) 즉 실체가 없는 물체인 경우도 있고 실법(實法) 즉 실체가 있는 물체인 경우도 있다. 후자의 경우는 보살 10지 가운데 제8지 이상의 보살에 의한 것으로, 이 경우에서는 선정력으로 지 · 수 · 화 · 풍의 4대종을 실제로 조합(組合: 여럿을 모아서 합하여 한 덩어리가 되게 함)하고 조작(操作: 일정한 방식에 따라 다루어 움직임)하여 물을 포도주로 바꾸고, 납을 금으로 바꾸는 등의 연금술적인 변형을 일으켜 실제의 객관적 물질이 나타나게 한다. 이렇게 나타난 물질은 실제의 객관적 물질이기 때문에 현실에서 그 물질의 본질적 용도 그대로 사용된다. 말하자면, 실제의 포도주이기 때문에 잔치에 실제로 사용할 수 있고 실제의 금이기 때문에 실제로 화폐로 사용될 수 있다. 따라서 실법(實法)이다. 이에 비해 제7지 이하의 보살과 범부의 선정력에 의해 생겨나는 물체는 아직 객관적 물체는 되지 못하고 자신의 주관적 영역에만 존재하는 것이기에 실체성이 없는 가법(假法)이다.
《증일아함경》 제20권 〈28. 성문품(聲聞品)에서 고타마 붓다는, 제1과인 수다원을 황람꽃과 같은 사문, 제2과인 사다함을 빈다리꽃과 같은 사문, 제3과인 아나함을 부드럽고 연약한 사문, 제4과인 아라한을 부드럽고도 연약한 가운데 더욱 부드럽고 연약한 사문이라고 하면서, 성문4과에 대해 다음과 같이 설하고 있다:
 （七）　聞如是。　一時。佛在舍衛國祇樹給孤獨園。　爾時。世尊告諸比丘。有四種之人出現於世。云何為四。有似黃藍花沙門。有似邠陀利華沙門。有似柔軟沙門。於柔軟中柔軟沙門。　彼云何名為似黃藍花沙門。或有一人。斷三結使。成須陀洹不退轉法。必至涅槃。極遲。經七死七生。或復家家．一種。猶如黃藍之花朝取暮長。此比丘亦復如是。三結使盡。成須陀洹。不退轉法必至涅槃。極遲。至七死七生。若求方便勇猛意者。家家．一種便成道跡。是謂名似黃藍花沙門。　彼云何名為邠陀利花沙門。或有一人。三結使盡。婬．怒．癡薄。成斯陀含。來至此世盡於苦際。若小遲者。來至此世盡於苦際。若勇猛者。即於此間盡於苦際。猶如邠陀利花。晨朝剖花。向暮萎死。是謂邠陀利花沙門。　彼云何柔軟沙門。或有一人斷五下分結。成阿那含。即於彼般涅槃。不來此世。是謂柔軟沙門。　彼云何柔軟中柔軟沙門。或有一人有漏盡。成無漏心解脫．智慧解脫。於現法中自身作證而自遊戲。生死已盡。梵行已立。所作已辦。更不復受胎。如實知之。是謂柔軟中柔軟沙門。　是謂。比丘。有此四人出現於世。是故。諸比丘。當求方便。於柔軟中作柔軟沙門。如是。諸比丘。當作是學。　爾時。諸比丘聞佛所說。歡喜奉行。
　　修陀修摩均　　賓頭塵．翳．手

　　鹿頭．廣演義　　後樂．柔軟經
 
[ 7 ]

이와 같이 들었다.

어느 때 부처님께서는 사위국 기수급고독원에 계셨다.

그 때 세존께서 모든 비구들에게 말씀하셨다.

"세상에는 네 종류의 사람이 출현(出現)한다. 어떤 것이 그 네 종류의 사람인가? 황람(黃藍)꽃과 같은 사문이 있고, 빈다리(邠陀利)꽃과 같은 사문이 있으며, 부드럽고 연약한 사문이 있고 부드럽고도 연약한 가운데 더욱 부드럽고 연약한 사문이 있다.

저 어떤 이가 황람꽃과 같은 사문인가? 혹 어떤 사람은 3결사(三結使)를 끊고 수다원을 이루어 물러나지 않는 법에서 반드시 열반에 이르되 지극히 더뎌서 일곱 번 죽고 일곱 번 태어나야 한다. 혹은 가가(家家)의 일종(一種)으로서, 비유하면 마치 황람꽃을 아침에 꺾으면 저녁에 자라나는 것처럼, 그 비구도 그와 같아서 3결사가 이미 다 끊어지고 수다원을 이루어 물러나지 않는 법에서 반드시 열반에 이르되 지극히 더뎌서 일곱 번 죽고 일곱 번 태어나야 한다. 그러나 만일 용맹스러운 마음으로 방편을 구하는 사람이라면 가가의 일종으로서 곧 도적(道跡)을 이루게 된다. 이것을 일러 황람꽃과 같은 사문이라고 하느니라.

저 어떤 이를 빈다리꽃과 같은 사문이라고 하는가? 혹 어떤 사람은 3결사가 이미 다 끊고 음욕과 성냄과 어리석음이 엷어져서, 사다함을 이루어 이 세상에 한번 와서야 괴로움의 끝을 벗어난다. 그러나 만일 조금 더딘 이라면 이 세상에 와서 괴로움의 끝을 벗어나지만, 만일 용맹스러운 이라면 곧 거기에서 괴로움의 끝을 완전히 벗어난다. 비유하면 마치 빈다리꽃을 아침에 꺾으면 저물어서 시들어지는 것과 같다. 이것을 일러 빈다리꽃과 같은 사문이라고 하느니라.

어떤 이를 부드러운 사문이라 하는가? 어떤 사람은 5하분결(五下分結)를 끊고 아나함을 이루어 거기에서 바로 열반에 들어 이 세상에 오지 않는다. 이것을 부드러운 사문이라고 하느니라.

저 어떤 이를 부드럽고 연약한 중에서도 더욱 부드럽고 연약한 사문이라고 하는가? 혹 어떤 사람은 번뇌가 다 끊어지고 번뇌가 없음을 이룩하게 되어, 심해탈(心解脫)하고 혜해탈(慧解脫)하여, 현재 세상에서 직접 진리를 증득하고는 스스로 즐겁게 노닌다. 그리하여 나고 죽음이 이미 다하였고 범행은 이미 섰으며, 할 일을 이미 다 마쳐 다시는 태를 받지 않는다는 것을 사실 그대로 안다. 이것을 일러 부드럽고 연약한 중에서도 더욱 부드럽고 연약한 사문이라고 하느니라.

비구들아, 이를 일러 이러한 네 종류의 사람이 세상에 있다고 하는 것이니라. 그러므로 모든 비구들아, 너희들은 방편을 구해 부드럽고 연약한 중에 부드럽고도 연약한 사문이 되도록 해야 하느니라. 모든 비구들아, 꼭 이와 같이 공부해야 하느니라."

그 때 모든 비구들은 부처님의 말씀을 듣고 기뻐하며 받들어 행하였다.

　　수타(修陀)와 수마균(修摩均)과

　　빈두로(賓頭盧)·가리움[翳]·손[手]과

　　녹두(鹿頭)와 이치를 자세히 연설함과

　　뒤에 즐거움과 부드럽고 연약한 경을 설하셨다.
 — 《증일아함경》 제20권 〈28. 성문품(聲聞品)에 한문본 & 한글본
3결 · 오하분결 · 오상분결과 관련하여 《대지도론》 제57권에서는 다음과 같은 고타마 붓다의 설법을 전하고 있다:
 「憍尸迦！於汝意云何？閻浮提幾所人得三十七品、三解脫門、八解脫、九次第定、四無礙智、六神通？閻浮提幾所人斷三結故，得須陀洹道？幾所人斷三結，亦婬瞋癡薄故，得斯陀含道？幾所人斷五下分結，得阿那含道？幾所人斷五上分結，得阿羅漢？閻浮提幾所人求辟支佛？幾所人發阿耨多羅三藐三菩提心？」　釋提桓因白佛言：「世尊！閻浮提中少所人得三十七品，乃至少所人發阿耨多羅三藐三菩提心。」　佛告釋提桓因：「如是！如是！憍尸迦！少所人信佛不壞，信法不壞，信僧不壞；少所人於佛無疑，於法無疑，於僧無疑；少所人於佛決了，於法決了，於僧決了。憍尸迦！亦少所人得三十七品、三解脫門、八解脫、九次第定、四無礙智、六神通。憍尸迦！亦少所人斷三結得須陀洹，斷三結亦婬瞋癡薄得斯陀含，斷五下分結得阿那含，斷五上分結得阿羅漢，少所人求辟支佛。於是中亦少所人發阿耨多羅三藐三菩提心；於發心中亦少所人行菩薩道。　「何以故？是眾生前世不見佛，不聞法，不供養比丘僧；不布施，不持戒，不忍辱，不精進，不禪定，無智慧；不聞內空、外空乃至無法有法空；亦不聞、不修四念處乃至十八不共法；亦不聞、不修諸三昧門、諸陀羅尼門；亦不聞、不修一切智、一切種智。

 
부처님께서 석제환인에게 말씀하셨다.

“교시가야, 그대는 어떻게 생각하느냐? 염부제에서 몇 사람이나 37품(品)과 3해탈문(解脫門)과 8해탈(解脫)과 9차제정(次第定)과 4무애지(無礙智)와 6신통(神通)을 얻더냐?

염부제에서 몇 사람이나 3결(三結)을 끊어 수다원(須陀洹)의 도(道)를 얻고, 몇 사람이나 3결을 끊어 음욕과 성냄과 어리석음이 얇아진 결과로 사다함(斯陀含)의 도를 얻으며, 몇 사람이나 5하분결(五下分結)을 끊어 아나함(阿那含)의 도를 얻고, 몇 사람이나 5상분결(五上分結)을 끊어 아라한(阿羅漢)이 되더냐?

염부제에서 몇 사람이나 벽지불을 구하고 몇 사람이나 아뇩다라삼먁삼보리의 마음을 내더냐?”

석제환인이 부처님께 말씀드렸다.

“세존이시여, 염부제 안에서는 얼마 되지 않는 사람만이 37품을 얻으며, 얼마 되지 않는 사람만이 아뇩다라삼먁삼보리의 마음을 일으킵니다.”

부처님께서 석제환인에게 말씀하셨다.

“참으로 그러하느니라. 교시가야, 얼마 되지 않는 사람만이 부처님을 믿고 무너뜨리지 않으며, 가르침을 믿고 무너뜨리지 않으며, 승가를 믿고 무너뜨리지 않느니라. 얼마 되지 않는 사람만이 부처님에 대하여 의심함이 없고 가르침에 대하여 의심함이 없으며, 승가에 대하여 의심함이 없느니라. 얼마 되지 않는 사람만이 부처님에 대하여 확실히 알고 가르침에 대하여 확실히 알며 승가에 대하여 확실히 아느니라.

교시가야, 또한 얼마 되지 않는 사람들만이 37품과 3해탈문과 8해탈과 9차제정과 4무애지와 6신통을 얻느니라.

교시가야, 또한 얼마 되지 않는 사람들만이 3결을 끊으면서 수다원이 되고, 3결을 끊고 또한 음욕에 성냄과 어리석음이 얇아져서 사다함이 되며, 5하분결을 끊어 아나함이 되고, 5상분결을 끊어 아라한이 되느니라.

많지 않은 사람들만이 벽지불을 구하고 그 가운데에서도 더 적은 사람들만이 아뇩다라삼먁삼보리의 마음을 내며, 그 마음을 내는 이 가운데에서도 더 적은 사람들만이 보살의 도를 행하느니라. 왜냐하면 이 중생들은 전생에 부처님을 뵙지 못하고 가르침을 듣지 못했으며 비구승에게 공양하지 못했기 때문이니라.

또한 보시하지 않고 계율을 지니지 않았으며, 인욕하지 않고 정진하지 않았으며, 선정을 닦지 않고 지혜가 없었기 때문이니라. 내공ㆍ외공에서 무법유법공까지를 듣지 않고, 또한 4념처에서 18불공법까지를 듣지도 않고 닦지도 않았으며, 또한 모든 삼매문과 모든 다라니문을 듣지도 않고 닦지도 않았으며, 또한 일체지와 일체종지를 듣지도 않고 닦지도 않았기 때문이니라.
 — 《대지도론》 제57권 한문본 & 한글본

## 근본번뇌와 지말번뇌
위의 각 분류에 따른 자세한 내용을 모두 살핀다면 그 내용은 한층 더 복잡함을 더하게 된다. 그러나 여기서는 마음작용에 대해 비교적 체계적인 분류를 행한 부파불교시대의 논서와 유식교학상의 논서에 나타나는 근본번뇌와 지말번뇌의 분류방식에 의거하여 다양한 번뇌를 나열하고 이를 간략하게 살피고자 한다. 그러나 이들 분류에 있어서도 각 논서의 내용이 통일된 형태를 보이지는 않는다. 그러나 여기서는 각 논서의 분류가 행해지는 근본 입장의 차이점이나 체계문제에 대해 상세한 서술을 하는 것을 피하고 또한 어떤 하나의 체계에 전적으로 의존하여 나열하지 않고 되도록 많은 번뇌요소를 포함시켜 나열하여 살펴보기로 한다.
여기서는 분류 방식 자체보다는 많은 번뇌가운데 어떤 개별적인 번뇌들이 주로 거론되고 문제되는가를 살펴보는 데 주목적이 있기 때문이다.

### 근본번뇌
많은 번뇌 가운데 모든 번뇌의 근본이 되는 번뇌를 근본번뇌(根本煩惱), 본혹(本惑), 또는 근본혹(根本惑) 혹은 단순히 번뇌라고 부르며, 유부에서는 수면(隨眠)이라고도 한다.
그리고 여러 번뇌중에서 가장 근본적인 번뇌로는 탐(貪)․진(瞋)․만(慢)․무명(無明)․견(見)․의(疑)의 여섯가지를 든다. 이 가운데 탐(貪)을 욕탐(欲貪)과 유탐(有貪)으로 나누어 칠수면(七隨眠)을 세우기도 하고, 견(見)을 유신견(有身見)․변집견(邊執見)․사견(邪見)․견취견(見取見)․계금취견(戒禁取見)등 5종으로 나누어 십수면(十隨眠)을 세우기도 한다. 또 이를 각 수행단계에서 끊을 번뇌의 형태로 다시 나눠 98 수면 128 수면등으로 세분하여 세우기도 한다. 혹은 십수면 중에서 탐을 욕계, 색계, 무색계의 삼계로 나누어 욕탐 색탐 무색탐으로 하고 십이 수면(십이사)이라고도 한다.
또 탐진치는 이들 가운데에서도 모든 악을 낳게 하는 가장 근본(因)이 되며 대표적인 번뇌이기 때문에 다시 삼불선근(三不善根) 삼독(三毒) 삼구(三垢) 삼박(三縛)등 이라고도 표현한다.

#### 탐(貪)
탐(貪, lobha, rāg, abhidhyā,)은 색깔 소리 향기 맛 촉감에 대해 집착하고 또는 명성․재물등을 바라고 구하여 싫어함이 없는 정신작용을 뜻한다. 이를 탐욕(貪欲)․탐애(貪愛)․탐착(貪著) 또는 간단히 욕(欲)․애(愛) 등으로 표현하기도 한다.

#### 진(瞋)
진(瞋, pratigha, dveṣa , 팔리어 paṭigha, dosa)는 자신의 감정에 거스르는 것에 대하여 미움과 성냄을 일으켜 몸과 마음을 뜨겁게 괴롭혀 평안을 얻지 못하는 정신작용을 뜻한다. 진에(瞋恚)․진노(瞋怒)․에(恚)․ 노(怒)등으로도 표현한다. 진(瞋)은 오직 욕계에만 있으며 색계․무색계에는 없다고 한다. 또한 이 진(瞋)은 그 허물이 극히 심하여, 삼독 가운데 가장 중하다고 경론 가운데에서 늘 이를 경계시키고 있다.

#### 무명(無明)
무명(無明 avidyā․mūdha, 癡)은 진실을 바르게 알지 못하는 것을 의미하며 이치와 사물에 대해 어두운 정신을 의미한다. 『성유식론』권6 에서는 모든 번뇌의 일어남에는 반드시 치(癡)가 결부되어 일어난다고 한다.

#### 만(慢)
만(慢 māna)이란, 자신의 입장에서 타인과 비교하여 갖는 마음의 오만한 상태를 뜻한다.29) 이 만은 다시 ① 자신보다 열등한 자에 대해 자신이 더 뛰어나다 하고, 동등한 이에 대해서 동등하다고 하여 마음을 높이 들어올리는 만(慢) ② 자신과 동등한 자에 대해 자신이 더 뛰어나다고 하거나, 혹은 자기보다 더 뛰어난 이에 대해 자기와 동등하다고 하는 과만(過慢) ③ 자신보다 더 뛰어난 이에 대해 자기가 더 뛰어나다고 하는 만과만(慢過慢) ④ 자신을 구성하는 다섯요소[五取蘊]을 영원한 나(我)다, 나의 것[我所]이다라고 집착함으로써 마음을 높이 들어올리는 아만(我慢) ⑤ 아직 예류과(預流果) 등의 뛰어난 과를 증득하지 못하였으면서도 이미 증득했다고 하여 마음을 높이 들어올리는 증상만(增上慢) ⑥ 자기보다 월등히 뛰어난 이에 대해 자기가 조금만 열등하다고 하는 비만(卑慢) ⑦ 없는 덕을 있다고 하는 사만(邪慢) 등 일곱으로 다시 나누기도 한다.30) 이들은 모두 자기와 타인의 높고 낮음등을 따져 타인을 경멸하며 자신의 저열한 상태에서 자만에 빠져 보다 높은 선으로 나아가지 못하게 하므로 근본 번뇌로 삼는다.

#### 의(疑)
의(疑, vicikitsā)는 불교의 사제법 및 인과의 이치등에 대해 의심하고 미혹되어, 주저하고 결정하지 못하는 정신작용을 일컫는다. 넓은 뜻의 의(疑)에는 일반적으로 번뇌의 성질이 아닌 형태로 단지 처음 보는 대상들에 의문을 품는 마음까지 포함한다. 그러나 이러한 사물 모두에 갖는 의문들은 『이부종륜론(異部宗輪論)』에 의하면 독각(獨覺)이상에서 끊어진다고 하며 아라한이 끊은 번뇌로서의 의(疑)는 사제법에 관련한 이치에 대한 의심을 주로 의미한다고 한다.

#### 견(見)
견(見, dṛṣṭi): 5가지 견[五見]의 내용은 다음과 같다.
① 유신견(有身見, 薩迦耶見 satkaya-dṛṣṭi)은 색수상행식의 5요소가 화합한 몸에 항상된 실체적인 나의 존재를 세우고 고집하는 견해를 뜻한다.
② 변집견(邊執見 anta-grāha-dṛṣṭi)은 나와 나의 것에 대해 아주 없어짐[斷滅] 또는 항상함[常住]등의 극단의 견해를 세워 고집하는 것을 말한다.
③ 사견(邪見 mithyā-dṛṣṭi) 이라 함은 사성제 및 인과의 도리를 무시하고 삿되게 뒤바뀐 견해를 세우는 것을 말한다. 유식학파에서는 이외에도 나머지 사견을 제외한 삿된 견해들에 집착함을 말한다.
④ 견취견(見取見 dṛṣṭiparāmarśa)은 앞에서 나열한 유신견 변집견 사견등 이치에 맞지 않는 견해를 집착하여 취하는 것을 말하는 것이다.
⑤ 계금취견(戒禁取見 śīla-vrata-parāmarśa)은 계금등취견(戒禁等取見) 계취견(戒取見) 계도견(戒盜見)이라고도 한다. 원인이 아닌 것을 원인이라 하고 올바른 도(道)가 아닌 것을 도라고 고집하는 등으로 계율(戒律)등에 일으키는 잘못된 견해를 말한다. 예를 들어 하늘에 태어나기 위해서는 개나 소의 흉내를 내어야 한다는 식으로 잘못된 견해를 말한다.

### 지말번뇌
앞에서 본 근본번뇌에 따라서 파생되어 일어나는 번뇌를 지말번뇌(枝末煩惱) 지말혹(枝末惑) 또는 수번뇌(隨煩惱), 수혹(隨惑) 등으로 부른다.
구사종에서는 지말번뇌로 다음과 같은 것을 나열한다. 즉, 치(癡, 무명)를 제외한 대번뇌지법(大煩惱地法)으로서 방일(放逸)․불신(不信)․해태(懈怠)․혼침(惛沈)․도거(悼擧)의 5 번뇌를 들고 그리고 대불선지법(大不善地法)인 무참(無慚)․무괴(無愧)의 2 가지번뇌와 소번뇌지법(小煩惱地法)에 드는 분(忿)․부(覆)․간(慳)․질(嫉)․뇌(惱)․해(害)․한(恨)․첨(諂)․광(誑)․교(憍)의 10 가지 번뇌, 그리고 부정지법(不定地法) 가운데에서 수면(睡眠)․악작(惡作)의 2 가지를 들어 이를 합하여 19 가지 번뇌를 지말번뇌로 든다.
유식학파에서는 위의 19 가운데 부정지법에서 둘을 빼고 대번뇌지법에서는 실념(失念) 산란(散亂) 부정지(不正知)의 셋을 더하여 20 종으로 하고, 이를 20 수번뇌라고 부른다.
그리고 유식종에서는 구사종의 대번뇌지법에 해당하는 것을 대수번뇌[大隨惑], 대불선지법을 중수번뇌[中隨惑], 소번뇌지법을 소수번뇌[小隨惑]라고 달리 부른다. 이와 같은 대중소의 구별은 다음과 같은 기준으로 구별한 것이다. 즉 수번뇌 가운데에서 오염된 마음[染心]가운데 불선(不善)과 유부(有覆,허물있음) 모두에 항시 함께 있는 번뇌요소를 대수번뇌라 하고, 오염된 마음 가운데 불선(不善)의 경우에만 항시 있는 요소를 중수번뇌[구사에서는 대불선지법]라 하며, 이들에 항시 있는 것은 아니며 단순히 각자 별도로 일어나 존재하는 번뇌를 소수번뇌라 이름하여 분류한 것이다.

#### 대번뇌지법
1) 대번뇌지법(대수혹)에 드는 지말번뇌
대번뇌지법으로 드는 번뇌에는 ① 4제법 3보(寶)등에 대해 사랑하고 받아들이지 않고 마음이 맑고 깨끗하지 않은 불신(不信, āśraddhya), ② 근면하지 않고 게으름피우는 마음을 의미하는 해태([懈怠, kausīdya) ③ 명백히 기억하지 못하는 마음상태인 망념[失念, musita-smṛtitā) ④ 마음이 대상에 대해 흩어져 어지럽게 되는 심란(心亂, vikṣepa) ⑤ 여실(如實)하게 알지 못하고 진리에 통달하지 못해 사물도리를 명백히 이해하지 못하는 마음상태로서 무명(無明, avidyā, 또는 癡, moha) ⑥ 대상에 대한 오해(誤解)를 갖는 마음상태를 의미하는 부정지(不正知, asamprajanya) ⑦ 더러움에 물든[染汚] 의식을 기울이는 작용[作意]을 의미하는 비리작의(非理作意) ⑧ 잘못된 견해를 일으킨 상태인 사승해(邪勝解) ⑨ 마음이 들떠 안정되지 못한 정신상태인 도거(掉擧, auddhatya,) ⑩ 착함을 닦아 익히는 것을 방치하고 부지런히 노력하지 않는 정신상태인 방일(放逸, pramāda)등이 있다.
그러나 이러한 대번뇌지법[유식학의 대수혹]의 구체적인 내용에 대해서는 각 논서상에서 약간의 차이가 있다. 앞의 내용은 『아비달마품류족론(阿毘達磨品類足論)』32) 『계신족론』33)과 『대비바사론』에서 들고 있는 10 가지를 나열한 것이다. 그러나 『구사론』에서는 이 가운데 5요소(失念 心亂 不正知 非理作意 邪勝解)가 빠져 제시되고34) 혼침(惛沈)이 추가되어 6대번뇌지법으로 제시된다. (무명은 우치(愚癡)로 바꿔 표현한다.)
또 한편 유식교학에서는 이러한 『구사론』의 6대번뇌지법을 수번뇌(隨煩惱)로 분류해 포함시킨다. 그리고 이 가운데 치(癡,무명)는 이를 근본번뇌에 넣고, 제외시킨다. 그리고 『구사론』에서 제외된 실념(失念) 산란(散亂) 부정지(不正知)를 다시 이 안에 넣고 있다. 그리고 『유식삼십론송』 『성유식론』에서는 이들은 수번뇌 가운데에서 8 대수혹(大隨惑)으로 세분하여 분류한다. 그러나 『유가사지론』에서는 사승해(邪勝解)를 포함한다. 이와 같이 지말번뇌 가운데 대번뇌지법의 내용은 그 구체적인 내용과 분류에 있어서 각 논서가 취하는 체계별로 많은 차이가 있어서 혼돈을 일으키는 부분이 된다. 여기서는 『품류족론』에서 든 10가지를 모두 들어 설명하였다.

#### 소번뇌지법
2) 소번뇌지법(소수혹)에 드는 지말번뇌
다시 10 소번뇌지법[十小煩惱地法] 또는 소수혹(小隨惑)으로 분류되는 지말번뇌의 내용은
① 유정이나 비유정에 대해 마음으로 분개를 일으키는 분(忿, krodha)
② 노여움이 될 만한 일을 자주 생각하여, 원망하며 버리지 않는 마음상태(한恨, upanāha)
③ 명예가 떨어질 것을 두려워하여 자기의 죄악을 은페하고 숨기는 마음상태를 뜻하는 부(覆, mrakṣa , 팔리어 makkha)
④ 그리고 스스로 잘못임을 알지만 타인이 반성을 권하는 것을 듣지 않고 마음을 번민하는 상태를 뜻하는 뇌(惱, pradāśa)35)
⑤ 남의 잘되는 일에 대하여 마음에 기뻐하지 않고36) 시기하고 꺼리는 마음을 뜻하는 질(嫉, īrṣyā)
⑥ 재물과 법과 솜씨등을 필요로 하는 이에게 나누어주지 않고 집착하여 아끼는 마음인 간(慳, māṭsarya.)
⑦ 다른 이를 유혹하거나37) 속이는 광(誑, śāṭya)
⑧ 속마음을 숨기고 아양을 부리면서 비위를 맞추는 첨(諂, māyā)
⑨ 자신과 남을 비교하는 마음을 뜻하는 만(慢)과는 달리, 자신 스스로 자신의 장점들에 대해 그릇되이 집착하여, 마음이 오만 방자하게 되어 타인을 돌아보지 않는 성질을 뜻하는 교(憍, mada)38)
⑩ 타생명[有情]을 괴롭게 만들고 해치는 해(害, vihiṃsā) 등이다.
이들은 구사 유식학의 대부분의 논서상에서 공통된 모습을 보이고 있다.

#### 기타
3) 기타의 지말번뇌
i. 그 다음 ① 무참(無慚, āhrīkya) ② 무괴(無愧, anapatrapaya)를 구사론에서는 대불선지법(大不善地法), 유식교학에서는 수번뇌 가운데 중수혹(中隨惑)이란 명칭으로 분류하여 지맡번뇌로 든다. 무참 무괴에서의 참(慚)과 괴(愧)의 의미구별에 대해 『구사론』 권4에서는 여러 공덕 및 덕이 있는 자를 높이어 공경하는 마음을 참(慚)이라고 하고, 죄를 두려워 하는 마음을 괴(愧)라고 한다는 하나의 해석과 함께, 또 다른 해석으로 지은 바를 스스로 반성해 돌보아 살펴 부끄러움을 느끼는 마음을 참(慚)이라 하고 자기가 지은 죄로서 타인을 상대하여 대할 때 갖는 부끄러워 하는 마음을 괴(愧)라고 한다는 해석도 들고 있다.
ii. 한편 구사종에서는 부정지법(不定地法) 가운데에 포함시키는 수면과 악작을 지말번뇌에 포함시켜 든다.
① 의식이 깊이 잠자서[睡] 캄캄하여 작용하지 않는[眠] 상태를 수면(睡眠 middha)이라고 한다. 수면은 심신의 상태를 능히 자유로이 간직하지 못하고 마음을 어둡게 하여 대상에 대해 작용하지 못하게 하므로 이 역시 더러움에 물드는 것이라고 설명한다.40) 그외 ② 이미 지은 것을 싫어하고 나쁜 일을 지은 뒤에 되돌이켜 뉘우치는 마음을 악작(惡作, 또는 悔, kaukṛtya]이라 한다.
수면(睡眠)과 악작[悔]를 구사론과 유식학에서 모두 부정지법(不定地法)안에 넣어 분류하는 것은 같으나 구사종에서는 이를 다시 지말번뇌에 포함시킨다. 경전에는 수면(睡眠)은 대번뇌지법 가운데 혼침과 함께 혼면(惛眠)이라 부르고 악작도 도거와 함께 도회(悼悔)라고 표현하여 오개(五蓋)의 하나에 넣어 이를 혼침수면개(惛沈睡眠蓋), 도거악작개(掉擧惡作蓋)라고 하여 번뇌로 분류하고 있다.

### 근본번뇌와 지말번뇌의 관계
지말번뇌는 근본번뇌로부터 나온 번뇌이다. 그러나 구체적으로 각 지말번뇌가 어떤 근본번뇌와 구체적으로 관련되는 것인가에 대해 『구사론』에서는 다음과 같이 밝힌다.
① 탐(貪)으로부터는 무참(無慚)․간(慳)․도거(掉擧)가 일어나고,
② 진(瞋)으로부터는 질(嫉) 분(忿),
③ 그리고 무명(無明)으로부터는 무괴(無愧) 수면(睡眠) 혼침(惛沈)이, 그리고
④ 의(疑)로부터는 회(悔)가 각각 일어난다고 밝힌다.
그러나 유식학 논서인 『성유식론』에서는 수번뇌 가운데에서도 무참(無慚)· 무괴(無愧)· 도거(掉擧)· 혼침(惛沈)· 불신(不信)· 해태(懈怠)· 산란(散亂)의 일곱은 별도로 체가 있으며 이를 제외한 번뇌들은 근본번뇌의 부분으로 파생되어 나온 것으로 따로 체(體)가 없다고 설명한다. 그리하여
① 탐애(貪愛)의 부분에서 간(慳) 교(憍)가 나타나고
② 진(瞋)의 부분을 체(體)로 하여 분(忿) 한(恨) 뇌(惱) 질(嫉) 해(害)가 나타나며
③ 탐(貪)과 치(癡)의 부분을 체로 하여 부(覆) 광(誑) 첨(諂)이 나타나며
④ 혜(慧)와 치(癡)의 부분을 체로 하여 부정지(不正知)가 나타나고
⑤ 염(念)과 치(癡)의 부분을 체로 하여 실념(失念)이 나타난다고 밝히고 있다.
기타 『유가사지론』 권55 에서는 앞에 든 부(覆)․광(誑)․첨(諂)․부정지(不正知)․망념(妄念)․외에 혼침(惛沈) 산란(散亂) 등이 모두 치(癡)의 일부분을 그 본체로 한다고 설명한다.

## 같이 보기
- 3도: 견도 · 수도 · 무학도
  - 견도: 16심 · 고법지인
  - 무학도: 34심
  - 성문 수행계위: 4향4과 - 10결(= 5하분결 + 5상분결)
  - 보살 수행계위: 52위
- 현관: 4제현관 · 6현관
- 유루와 무루
- 번뇌의 해석
- 번뇌의 다른 이름
  - 개 · 결 · 계 · 구 · 구애 · 궤 · 근 · 뇌 · 누 · 박 · 상해 · 소 · 소유 · 소해 · 수면 · 수번뇌 · 악행 · 액 · 열 · 유쟁 · 쟁 · 전 · 전 · 조림 · 주올 · 취 · 치연 · 폭류 · 화
- 번뇌의 작용
- 번뇌의 분류
  - 3루
  - 4액
  - 4취
  - 4폭류
  - 5부: 견고소단 · 견집소단 · 견멸소단 · 견도소단 · 수도소단 = 견소단 + 수소단
  - 5주지번뇌
  - 견혹 + 수혹 = 견소단 + 수소단 = 미리혹 + 미사혹 = 분별기 + 구생기
  - 근본번뇌 + 수번뇌
  - 번뇌장 + 소지장
- 번뇌 = 근본번뇌 + 수번뇌
  - 근본번뇌 = 수면
    - 3근본번뇌: 탐 · 진 · 치
    - 6수면: 탐 · 진 · 만 · 무명 · 견 · 의
    - 7수면: 욕탐 · 진 · 유탐 · 만 · 무명 · 견 · 의
    - 10수면: 탐 · 진 · 만 · 무명 · 유신견 · 변집견 · 사견 · 견취 · 계금취 · 의
    - 12수면: 욕탐 · 진 · 색탐 · 무색탐 · 만 · 무명 · 유신견 · 변집견 · 사견 · 견취 · 계금취 · 의
    - 98근본번뇌(설일체유부)
      - 견혹 = 견소단 = 미리혹 = 분별기: 설일체유부의 88근본번뇌
      - 수혹 = 수소단 = 미사혹 = 구생기: 설일체유부의 10근본번뇌

    - 128근본번뇌(유식유가행파)
      - 견혹 = 견소단 = 미리혹 = 분별기: 유식유가행파의 112근본번뇌
      - 수혹 = 수소단 = 미사혹 = 구생기: 유식유가행파의 16근본번뇌

  - 수번뇌 = 전
    - 8전 · 10전 · 6번뇌구
    - 19수번뇌(설일체유부)
      - 소번뇌지법의 10가지 모두: 분 · 부 · 간 · 질 · 뇌 · 해 · 한 · 첨 · 광 · 교
      - 대불선지법의 2가지 모두: 무참 · 무괴
      - 대번뇌지법의 6가지 가운데 5가지: 방일 · 해태 · 불신 · 혼침 · 도거
      - 부정지법의 8가지 가운데 2가지: 수면 · 악작

    - 20수번뇌(유식유가행파)
      - 소수번뇌심소의 10가지 모두: 분 · 한 · 부 · 뇌 · 질 · 간 · 광 · 첨 · 해 · 교
      - 중수번뇌심소의 2가지 모두: 무참 · 무괴
      - 대수번뇌심소의 8가지 모두: 도거 · 혼침 · 불신 · 해태 · 방일 · 실념 · 산란 · 부정지
- 번뇌 = 잡염 = 유부무기 + 불선
  - 유부무기
    - 욕계의 번뇌의 일부 · 색계의 번뇌 · 무색계의 번뇌
    - 4근본번뇌(말나식의 4번뇌: 아치 · 아견 · 아만 · 아애)

  - 불선 · 악
    - 욕계의 번뇌의 대다수
    - 불선근
    - 5악 · 10악
- 번뇌 = 108번뇌 = 98수면 + 10전
- 번뇌 = 개: 5개
- 번뇌 = 결: 2결 · 3결 · 4결 · 5결 · 9결 · 10결(= 5하분결 + 5상분결) · 98결 · 108결
- 번뇌 = 구애: 3구애 · 5구애
- 번뇌 = 뇌: 3뇌
- 번뇌 = 누: 3루
- 번뇌 = 박: 3박 · 4박
- 번뇌 = 사: 7사 · 10사 · 98사 · 128사
- 번뇌 = 악행: 3악행
- 번뇌 = 취: 2취 · 4취

## 참고 문헌
- 곽철환 (2003). 《시공 불교사전》. 시공사 / 네이버 지식백과. |title=에 외부 링크가 있음 (도움말)
- 미륵 지음, 현장 한역, 강명희 번역 (K.614, T.1579). 《유가사지론》. 한글대장경 검색시스템 - 전자불전연구소 / 동국역경원. K.570(15-465), T.1579(30-279). |title=에 외부 링크가 있음 (도움말)
- 세친 지음, 현장 한역, 권오민 번역 (K.955, T.1558). 《아비달마구사론》. 한글대장경 검색시스템 - 전자불전연구소 / 동국역경원. K.955(27-453), T.1558(29-1). |title=에 외부 링크가 있음 (도움말)
- 오백 아라한 지음, 현장 한역, 송성수 번역 (K.952, T.1545). 《아비달마대비바사론》. 한글대장경 검색시스템 - 전자불전연구소 / 동국역경원. K.952(26-1,27-1), T.1545(27-1). |title=에 외부 링크가 있음 (도움말)
- 호법 등 지음, 현장 한역, 김묘주 번역 (K.614, T.1585). 《성유식론》. 한글대장경 검색시스템 - 전자불전연구소 / 동국역경원. K.614(17-510), T.1585(31-1). |title=에 외부 링크가 있음 (도움말)
- 세친 지음, 현장 한역, 송성수 번역 (K.618, T.1612). 《대승오온론》. 한글대장경 검색시스템 - 전자불전연구소 / 동국역경원. K.618(17-637), T.1612(31-848). |title=에 외부 링크가 있음 (도움말)
- 운허.  동국역경원 편집, 편집. 《불교 사전》. |title=에 외부 링크가 있음 (도움말)
- (영어) DDB. 《Digital Dictionary of Buddhism (電子佛教辭典)》. Edited by A. Charles Muller. |title=에 외부 링크가 있음 (도움말)
- (중국어) 미륵 조, 현장 한역 (T.1579). 《유가사지론(瑜伽師地論)》. 대정신수대장경. T30, No. 1579. CBETA. |title=에 외부 링크가 있음 (도움말)
- (중국어) 佛門網. 《佛學辭典(불학사전)》. |title=에 외부 링크가 있음 (도움말)
- (중국어) 星雲. 《佛光大辭典(불광대사전)》 3판. |title=에 외부 링크가 있음 (도움말)
- (중국어) 세친 조, 현장 한역 (T.1612). 《대승오온론(大乘五蘊論)》. 대정신수대장경. T31, No. 1612, CBETA. |title=에 외부 링크가 있음 (도움말)
- (중국어) 세친 조, 현장 한역 (T.1558). 《아비달마구사론(阿毘達磨俱舍論)》. 대정신수대장경. T29, No. 1558, CBETA. |title=에 외부 링크가 있음 (도움말)
- (중국어) 오백 아라한 조, 현장 한역 (T.1545). 《아비달마대비바사론(阿毘達磨大毘婆沙論)》. 대정신수대장경. T27, No. 1545, CBETA. |title=에 외부 링크가 있음 (도움말)
- (중국어) 호법 등 지음, 현장 한역 (T.1585). 《성유식론(成唯識論)》. 대정신수대장경. T31, No. 1585, CBETA. |title=에 외부 링크가 있음 (도움말)